# Вулиці Харкова
Це список вулиць міста Харкова, що включає вулиці, майдани, бульвари, проспекти, набережні та інші урбаноніми. Їх загальна кількість в Харкові — 4246. Серед них сьогодні існують:
- бульварів — 11
- в'їздів — 347
- глухих кутів (тупиків) — 2
- майданів — 23
- набережних — 19
- проїздів — 152
- проспектів — 22
- узвозів — 17
- шосе — 6

Загальна довжина вуличної мережі Харкова перевищує 1400 км. Основною магістраллю міста є Сумська вулиця, що проходить через історичний центр, а однією з найдовших — проспект Героїв Харкова, довжина якого становить понад 18 км.

## Історія
Історія формування вуличної мережі Харкова бере початок із середини XVII століття, коли місто виникло як оборонне укріплення на перетині річок Лопань і Харків. Перші вулиці з'явилися у другій половині XVII століття всередині та навколо фортеці, які також слугували дорогами до інших населених пунктів: Московська (сучасний проспект Героїв Харкова) вела на Москву, Сумська — до Сум, а Зміївська (нині частина Аерокосмічного проспекту) — на Зміїв, Катеринославська (нині вулиця Полтавський Шлях) до Дніпра. Часто ці дороги не були найкоротшою лінією до цих населених пунктів, вулиця Московська йшла на схід, а місто Москва на півночі від Харкова. А щоб зараз проїхати із центру міста в Суми, треба їхати не Сумською, а Полтавським Шляхом.
У XVII—XIX століттях сформувалися слободи навколо центральної частини міста, що дали початок багатьом вулицям. Наприклад, у Залопанській слободі розташувалися Гончарівська, Чоботарська вулиці, що отримали свої назви від ремесел їхніх мешканців, на Подолі існує Кузнечна, в центрі — Слюсарний провулок і Римарська вулиця. Окрім професій та напрямків, вулиці іменувалися за церквами (Троїцький провулок, Благовіщенська вулиця), іменами перших мешканців (Чернишевська, Чорноглазівська, Куликівська вулиці), визначних особистостей в історії Харкова та України (вулиця Тараса Шевченка (з 1936 — Правди, нині — Олеся Гончара), Харитоненківська (нині — Трінклера), Каразінська (нині — Каразіна), з'їзд Пащенка-Тряпкіна (нині — Соборний узвіз)) тощо. З розвитком торгівлі виникли майдани та вулиці, пов'язані з ринками, як-от Торговий, Ярмарковий, Рибний майдани. Утворювалися назви й від національностей (Німецька (нині — Григорія Сковороди), Українська вулиця).
У 1724 році в місті нараховувалося 61 вулиця, а до кінця XVIII століття Харків значно розширився. У 1804 році за центральними вулицями були закріплені офіційні назви, а для їх позначення встановили вказівники. Протягом XIX століття вулична мережа міста стрімко зростала разом із розвитком промисловості. До початку XX століття Харків вже мав сотні вулиць та активно розбудовувався у східному, північному та південному напрямках.
У XX столітті значний вплив на формування вулиць мав розвиток промисловости та транспортної інфраструктури. Розбудовування великих підприємств (ХТЗ, Завод імені Малишева, «Серп і Молот») сприяло створенню нових житлових районів, а після Другої світової війни почалася масштабна відбудова міста, що призвело до подальшого розширення вуличної мережі. Частина вулиць в цей період перестала існувати і була забудована. Так з мапи міста зникли Газетний, Торговий, Мороховецький провулки, Бужинська, Старо-М'ясницька вулиці тощо.
Особливо масштабні зміни у назвах вуличної мережі відбулися в радянський період, коли більшість вулиць було перейменовано на честь більшовицьких діячів, злочинців, подій, військових та культурних постатей СРСР. Вулиці, що раніше носили історичні чи географічні назви, замінювалися на імена політичних лідерів, партійних діячів та радянських символів. Це суттєво змінило історичну топоніміку міста.
Останніми роками вулиці Харкова проходять через процеси декомунізації та деколонізації, спрямовані на відновлення історичних назв або присвоєння нових імен, пов'язаних із українськими діячами культури, науки, національно-визвольної боротьби.

## Перейменування топонімів
Перейменовано в період першої декомунізації 1942 року: орієнтовно 468 топонімів.
Перейменовано в період 1989—2013 років: 22 топоніми.
Перейменовано в період другої декомунізації 2014—2021 років: 284 топоніми.
Перейменовано в період деколонізації з 2022 року: 561 топонім.

### 1790[4]
1. Безсала вулиця — Різдвяна вулиця (нині Конторська вулиця)

### 1804[5][3]
1. Миколаївський провулок — Класичний провулок
2. Юрченківська вулиця — Троїцька вулиця, пізніше — провулок
3. Поклонницька вулиця — Університетська вулиця (ймовірно, 1804)

### 1830-ті— 1840-ві[1][6]
1. Різдвяна вулиця — Конторська вулиця
2. Різдвяний провулок (Мала Різдвяна вулиця) — Різдвяна вулиця
3. Торговий майдан, Народний майдан, Лобний майдан — Павлівський майдан
4. Мала Міщанська вулиця та Велика Міщанська вулиця — Міщанська вулиця
5. Катеринославська дорога — Семінарська вулиця

### 1846
1. Немишлянська вулиця — Дворянський провулок

### середина ХІХ століття
1. Старокладовищенський провулок — Касперовський провулок
2. Дворянський провулок — Вознесенська вулиця (1860-ті)
3. Слюсарна вулиця — Куликівська вулиця
4. Семінарська вулиця — Холодногірська вулиця

### 1859[1]
1. Класичний провулок — Петровський провулок

### 1866
1. Михайлівський майдан (або Сінний майдан) — Скобелевський майдан

### 1869[7][8]
1. Шванська вулиця — Інструментальний провулок
2. Сінна вулиця — Рибна вулиця

### 1893[9]
Нова вулиця:
1. Ново-Мало-Сумська вулиця — нині Мироносицька вулиця, утворена як продовження Мало-Сумської вулиці (нині вулиця Гоголя)

### 15 вересня 1894[10]
1. Ново-Мало-Сумська вулиця — Мироносицька вулиця

### 1897

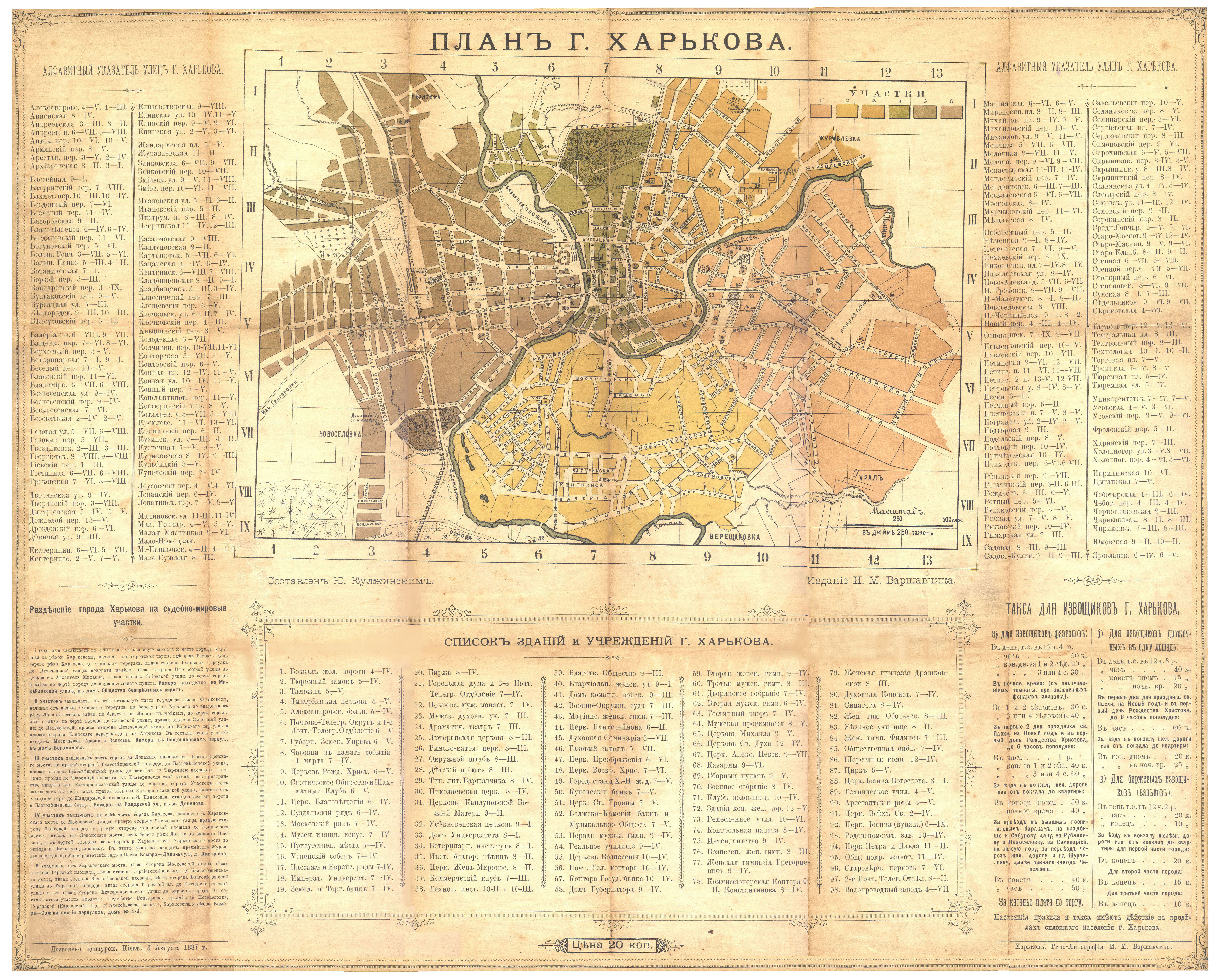
План Харкова зі списком назв вулиць на 1887 рік

1. Дворянська вулиця — вулиця Кропоткіна

### Між 1880 та 1882 роками[11]
1. Тарасівський провулок — Тарасівська вулиця (Тарасівський провулок утворено окремо)
2. Катеринославська вулиця на Рубанівці — включена до Катеринославської вулиці міста

### 1880-ті
1. Старокладовищенська вулиця — Кладовищенська вулиця

### 2 липня 1892
1. Кладовищенська вулиця — Єпархіальна вулиця

### 16 або 26 вересня 1894[12][13][14]

#### 1 частина міста
1. Велика Уральська вулиця — Уральська вулиця
2. Середньо-Уральська вулиця — Пушкарна вулиця
3. Верхнє-Казармський провулок — Олександро-Невський провулок
4. Верхнє-Колодяжний провулок — Колодяжна вулиця
5. Мало-Тараговський провулок (Дождевський) і Гофманська вулиця — Клеменівська вулиця
6. Ново-Веселий провулок і його продовження Веселий провулок — Царицинська вулиця (попередня назва)
7. Бужинський провулок — Нетіченський провулок
8. Бондаревський провулок — Валер'янівський провулок
9. Бахметьєвський провулок та Рижівська набережна — Франківська вулиця
10. Богомоловський провулок — Цигарівський в'їзд
11. Габаївський провулок — Сабурівський провулок
12. Гавришевська вулиця — Патронна вулиця
13. Гиншевська вулиця — Ротний провулок
14. Карташівська вулиця — Єдиновірська вулиця
15. Карташівський провулок — Єдиновірський провулок
16. Костінська набережна, Костінський провулок, Васильєвський острів (Ващенківський провулок) — Ващенківський провулок
17. Лелюшкінський провулок — Валеріанівська вулиця
18. Масляниківський провулок — Стрілецький провулок
19. Безіменна вулиця (Москалівка) — Тихонівська вулиця
20. Муромцівська вулиця — Валер'янівська вулиця
21. Павлівський провулок — Лоскутний провулок
22. Савельєвський провулок — Микитинський провулок
23. Рипанський провулок (він же Рєпінський) — Рєпінський провулок (закріплена одна назва)
24. Сицянківська вулиця, Ново-Греківська вулиця, Ново-Прокладена вулиця — Гордієнківська вулиця
25. Сицянківський провулок, Ново-Греківський провулок, Ново-Прокладений провулок — Гордієнківський провулок
26. Ханайченківська вулиця — Лебединська вулиця
27. Абашевська вулиця — Оренбурзька вулиця
28. Рогожинська вулиця — Старобільська вулиця
29. Частина Усівського провулка — Ліхтарний провулок

#### 2 частина міста
1. Білобровський провулок (Білоусовський і Бондарівський) — Річний провулок
2. Бісерівська вулиця — Технологічна вулиця
3. Греківський провулок — Пантелеймонівський провулок
4. Джунківська вулиця — Костомарівська вулиця
5. Журавлівський майдан — Петропавлівський майдан
6. Журавлівський провулок — Петропавлівський провулок
7. Касперовський провулок — Мироносицький провулок
8. Кінний провулок — Банний провулок
9. Кроянська вулиця — Каразінська вулиця
10. Купецький провулок — Пащенко-Тряпкінський з'їзд
11. Мало-Німецька вулиця — Донець-Захаржевська вулиця
12. Мало-Сумська вулиця — Кокошкінська вулиця
13. Ново-Мало-Сумська вулиця — Мироносицька вулиця
14. Ново-Чернишевська вулиця — Чернишевська вулиця
15. Сомівський провулок (Журавлівка) — Петро-Павлівський провулок
16. Сомівський провулок (продовження Ветеринарної вулиці) — Ветеринарна вулиця
17. Циганська вулиця — Торговий провулок
18. Чериківський провулок — Римарська вулиця
19. Шматьківська вулиця (Госпітальна вулиця) — Госпітальна вулиця

#### 3 частина міста
1. Альбовський провулок і Михайлівська вулиця (Холодна Гора) — Черкаська вулиця
2. Арештантський провулок — Аннінська вулиця
3. Артюховська вулиця (Токова вулиця) — Токова вулиця
4. Богунівський провулок — Гончарівський провулок
5. Велика Гончарівська вулиця — Гончарівська вулиця
6. Гвоздиківський провулок — Каркачівський провулок
7. Дворянська вулиця (Новоселівка) — Новоселівський провулок
8. Друга Гвоздиківська вулиця — Щербінська вулиця
9. Лелюківська вулиця — Залютинська вулиця
10. Лелюківська вулиця (Підлісна нижня) — Залютинська вулиця
11. Мало-Андріївська вулиця — Сковородинська вулиця
12. Мало-Панасівський провулок — Панасівський провулок
13. Мало-Черновський провулок — Семінарський провулок
14. Маріїнська вулиця на Новоселівці — Сосновська вулиця
15. Ново-Катеринославська вулиця і Холодногірська вулиця — Семінарська вулиця
16. Ново-Московська вулиця — Нічліжна вулиця
17. Олександрівська вулиця (Москалівка) — Степовий провулок
18. Перша Гвоздиківська вулиця — приєднано до Кузінської вулиці
19. Підлісна середня вулиця та Обухівська вулиця — Всесвятський провулок
20. Середньо-Гончарівська вулиця — Гончарівський бульвар
21. Сериківська вулиця — Карпівська вулиця
22. Сериківський провулок — Ливарний провулок
23. Скрипниківський провулок (Скрипницький провулок, Лиса Гора) — Кладовищенський провулок
24. Чернишевська вулиця (Лиса Гора) — Чернігівська вулиця

### 13 травня 1899[15]
1. Німецька вулиця (Велика Німецька вулиця) — Пушкінська вулиця

### 14 березня 1901[16]
1. Частина Садово-Куликівської вулиці від Благодійного Товариства (сучасна вулиця Дарвіна) до повороту на Куликівську вулицю — Губернаторська вулиця

### 1902—1909[17]
1. Сумська вулиця — Гоголівська вулиця (перейменування відхилене)
2. Римарська вулиця — вулиця Василя Жуковського (перейменування відхилене)
3. провулок Грабовського — Сумський провулок (автор ідеї — єдиний домовласник у провулку, архітектор Олександр Гінзбург, пропозиція відхилена)

### 12 вересня 1903[18]
1. Єнінська вулиця — Військова вулиця

### 1909
1. Кокошкінська вулиця — Гоголівська вулиця

### 1911[19]
1. Сумська вулиця — вулиця Льва Толстого (перейменування відхилене)

### 26 березня 1913[20][21]
1. Проєктна вулиця — вулиця Гаршина

### квітень 1914[22]

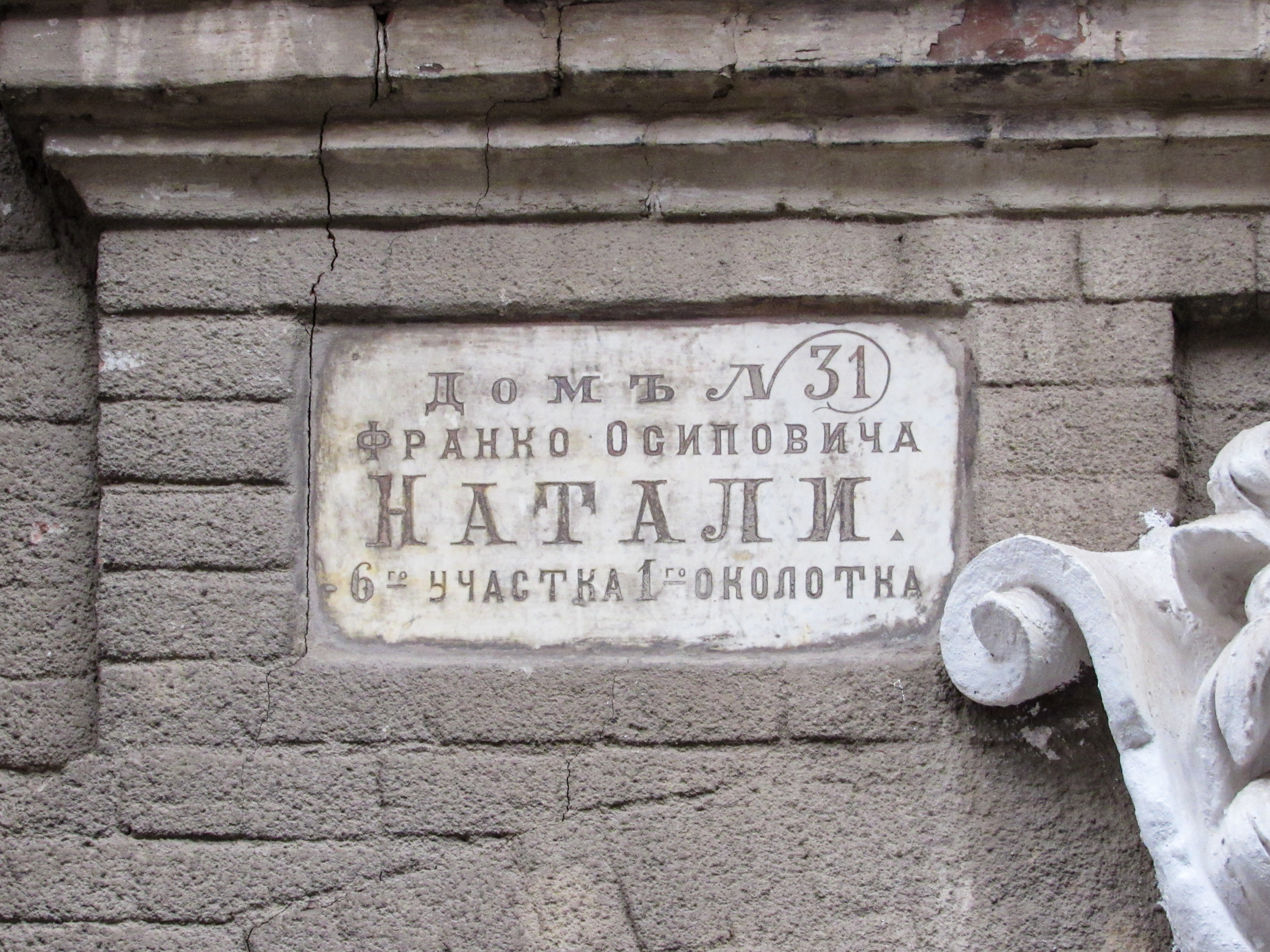
Старовинна адресна табличка на будівлі 1904 року

1. частина Конторської вулиці — вулиця Марка Кропивницького (перейменування відхилене)

### 1914 або 1891, або 1882
1. Лазаретна вулиця — Харитоненківська вулиця
2. Лазаретний провулок — Харитоненківський провулок

### до 13 вересня 1916[23]
1. Інструментальний провулок — провулок Мечникова

### 25 січня 1919
1. Павлівський майдан — майдан Рози Люксембург
2. Сумська вулиця — вулиця Карла Лібкнехта

### 9 лютого 1919
1. Скобелевський майдан — майдан Миколи Руднєва

### 20 грудня 1919
1. Московська вулиця — вулиця 1-го Травня
2. Петинська вулиця — Плеханівська вулиця

### 1919
1. Миколаївський майдан (Ярмарковий майдан) — майдан Тевелєва
2. Пащенко-Тряпкінський з'їзд — узвіз Степана Халтуріна
3. Соборний майдан — Радянський майдан

### 24 липня 1922[24][3]
1. Михайлівська вулиця — вулиця Яковлєва (нині вулиця Руставелі)

### 21 жовтня 1922[25][3]
1. Єпархіальна вулиця — Артемівська вулиця

### 3 листопада 1922
1. Артемівська вулиця — вулиця Артема
2. Бурсацький узвіз — узвіз 12-го листопада
3. Вознесенська вулиця — вулиця Фейєрбаха
4. Вознесенський майдан — майдан Фейєрбаха
5. Вознесенський провулок — провулок Фейєрбаха
6. Воскресенська вулиця — вулиця Урицького
7. Воскресенський майдан (також Занетіченський майдан) — майдан Урицького
8. Воскресенський провулок — провулок Урицького
9. Губернаторська вулиця — вулиця Революції
10. Миколаївська вулиця — вулиця Короленка
11. Мироносицька вулиця — вулиця Свідомості[26]
12. Міщанська вулиця — Громадянська вулиця
13. Петровський провулок — провулок Короленка
14. Різдвяна вулиця — вулиця Енгельса
15. Університетська вулиця — вулиця Вільної Академії

### 10 березня 1923
1. Куликівська вулиця — вулиця Мельникова

### 3 липня 1923
1. Рибна вулиця — Кооперативна вулиця

### 21 березня 1924[27]
1. Конторська вулиця — Червоножовтнева вулиця
2. провулок Свідомості — Раднаркомівська вулиця

### 1924
1. Максиміліанівська вулиця —  вулиця Раковського

### липень 1925
1. Ветеринарний майдан — майдан Дзержинського
2. Кінна вулиця— вулиця Євгенії Бош
3. Кінний майдан — майдан Повстання
4. вулиця Свідомості — вулиця Рівності та Братерства[28]

### 4 жовтня 1926 року
1. Сорокинський провулок — вулиця Гіршмана

### 1927
1. Ветеринарна вулиця — вулиця Іванова
2. вулиця Рівності та Братерства — вулиця Дзержинського[29]

### 25 лютого 1928[30][3]
1. вулиця Вільної Академії — Краскомівська вулиця

### 1928[31]
1. Технологічна вулиця — вулиця Фрунзе
2. Мордвинівський провулок — провулок Петра Кравцова
3. Каплунівська вулиця — вулиця Іллі Рєпіна
4. Каплунівський провулок — Червонопрапорний провулок

### 1929 або 1921[1]
1. Мироносицька вулиця — вулиця Рівності та Братерства

### 1930-ті
1. Машинобудівна вулиця — проспект Леніна
2. Друга Радіальна вулиця (Друга Радіяльна вулиця) — вулиця Ромена Роллана

### 1932[1]
1. Сергіївський майдан — майдан Декабристів

### 14 квітня 1935
1. Госпітальна вулиця — вулиця Маяковського

### 1936[31][32]
1. Безуглий провулок — провулок Грудневого повстання (20.09.1936)
2. Велика Москалівська вулиця — вулиця Жовтневої Революції
3. майдан Декабристів — Пролетарський майдан
4. Донець-Захаржевська вулиця — вулиця Фрунзе
5. Конюшенна вулиця — вулиця Академіка Павлова
6. вулиця Кропоткіна — вулиця Черв'якова
7. Курилівська вулиця — Ленінградська вулиця
8. Лопатинський провулок — Телефонна вулиця
9. Новопрокладена вулиця — вулиця Миколи Островського
10. Олександрівська вулиця — Червоноармійська вулиця
11. вулиця Перша Кільцева, Індустріальний провулок — проспект Правди
12. майдан Повстання — майдан Грудневого повстання (20.09.1936)
13. вулиця Раковського — вулиця Михайла Ольмінського
14. вулиця Рєпіна — Червонопрапорна вулиця
15. вулиця Тараса Шевченка — вулиця Правди
16. Троїцький провулок — провулок Політемігрантів
17. Тюремна вулиця — вулиця Панаса Любченка

### 20 вересня 1936

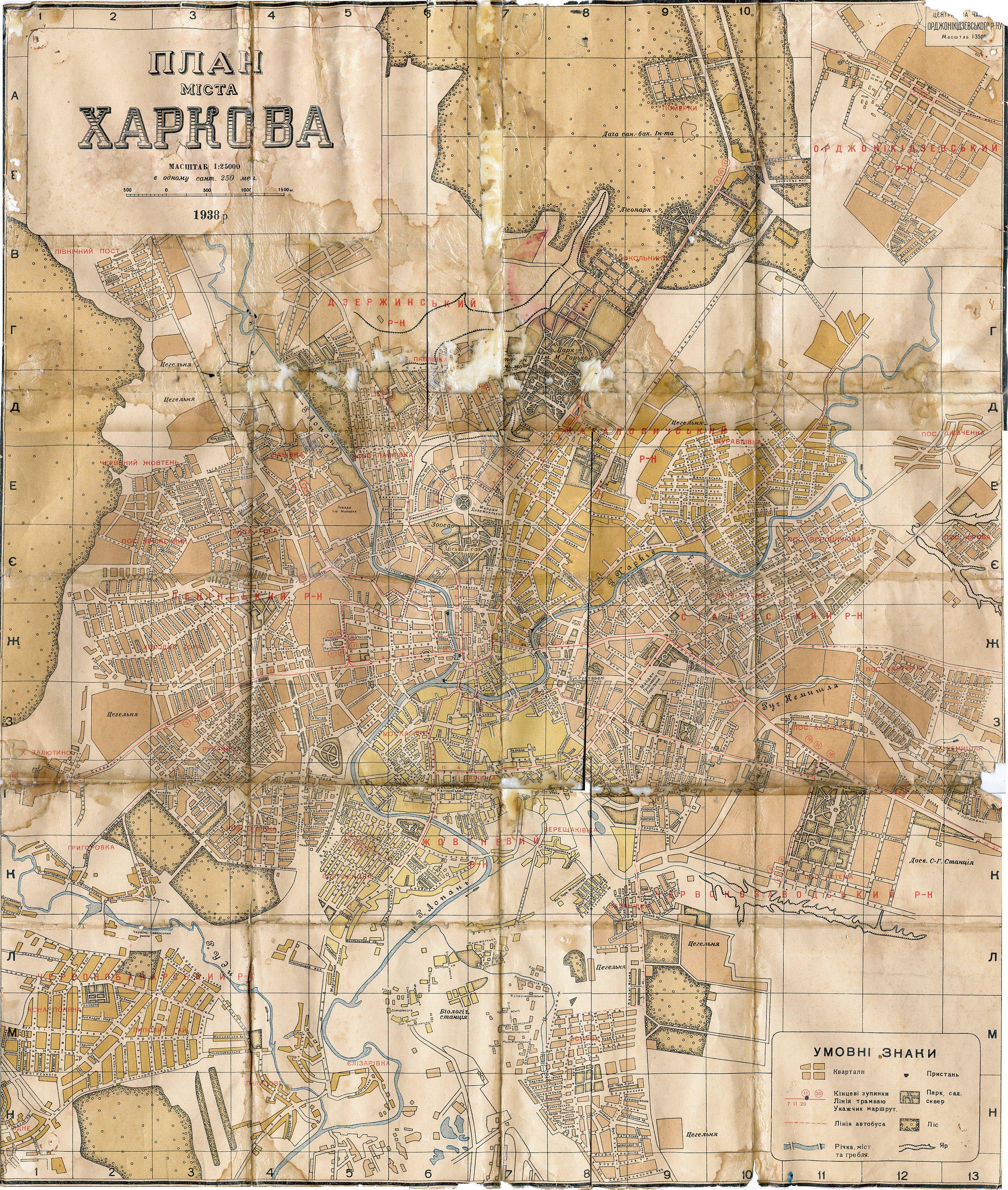
План Харкова після масштабних радянських перейменувань (1938 рік)

1. вулиця 1-го Травня, вулиця Броненосця «Потьомкіна», вулиця Корсиковська, Чугуївське шосе — поєднані у проспект Сталіна
2. Скрипницька вулиця — Люботинська вулиця
3. Клочківській узвіз — узвіз Войткевича
4. Подільський провулок — провулок Марата
5. Садова вулиця — вулиця Павла Постишева
6. Циркунівська вулиця — вулиця Климента Ворошилова
7. Досекінська вулиця — вулиця Леніна
8. Перша Радіальна вулиця (Перша Радіяльна вулиця) — вулиця Анрі Барбюса
9. провулок Драгоманова — вулиця Баумана

### 26 вересня 1937[33]
1. Сокирна вулиця — Південна вулиця
2. вулиця Баумана — Уфімський провулок

### 1937[34]
1. Третя Кільцева вулиця — вулиця 14-го З'їзду Рад
2. вулиця Панаса Любченка — Збройова вулиця
3. узвіз Войткевича — узвіз Пассіонарії
4. вулиця Яківа Яковлєва — вулиця Шота Руставелі
5. вулиця Павла Постишева — Сокирна вулиця
6. вулиця Черв'якова — Електротехнічна вулиця

### 1938
1. провулок Політемігрантів — Горійський провулок

### між 1917 та 1941 роками[35][36][37][8][38][39][33]
1. Біговий майдан — Іподромівський майдан
2. Гімназійна набережна — Червоношкільна набережна
3. Горяїнівська вулиця — провулок Драгоманова
4. Госпітальна вулиця (частина) — Третя Кільцева вулиця
5. Мироносицький провулок — провулок Свідомості
6. Московська вулиця, Старо-Московська вулиця, Корсиківська вулиця — об'єднані у Московську вулицю
7. Садово-Куликівська вулиця — вулиця Дарвіна
8. Друга Кільцева вулиця — вулиця Восьмого З'їзду Рад
9. Кооперативна вулиця — вулиця Лаврентія Берії (між 1930 та 1938 рр.)
10. Кузнечний провулок — провулок Першої Кінної Армії (між 1930 та 1938 рр.)
11. Кузнечна вулиця — вулиця Будьонного, пізніше вулиця Маршала Будьонного (між 1930 та 1938 рр.)
12. Олександрівська вулиця — Авіаційна вулиця (до 1927)
13. Монастирська вулиця — вулиця Спартака
14. Третя Радіальна вулиця (Третя Радіяльна вулиця) — Машинобудівна вулиця
15. Цегельна вулиця — Інженерна вулиця (до 1938 року)
16. Харитоненківська вулиця — Лазаретна вулиця (історична назва)
17. Харитоненківський провулок — Індустріальний провулок
18. Царицинська вулиця — вулиця Ганни Хоперської

### 7 вересня 1942
7 вересня 1942 року Харківська міська управа, підпорядкована Третьому Рейху, прийняла рішення щодо зміни назв вулиць, названих на честь радянських та російських діячів, комуністичними пропагандистськими назвами, а також тих, що мали історичні назви. Радянська влада у міжвоєнний період змінила багато питомих, характерних назв вулиць на такі, які би створювали топонімічні ансамблі комуністичного світу. Після повторної окупації Харкова радянськими військами у 1943 році, майже всі ці перейменування були проігноровані, але деяким вулицям, зокрема Бурсацькому узвозу, Сумській та Римарській вулицям, у 1945 році були повернуті історичні назви.

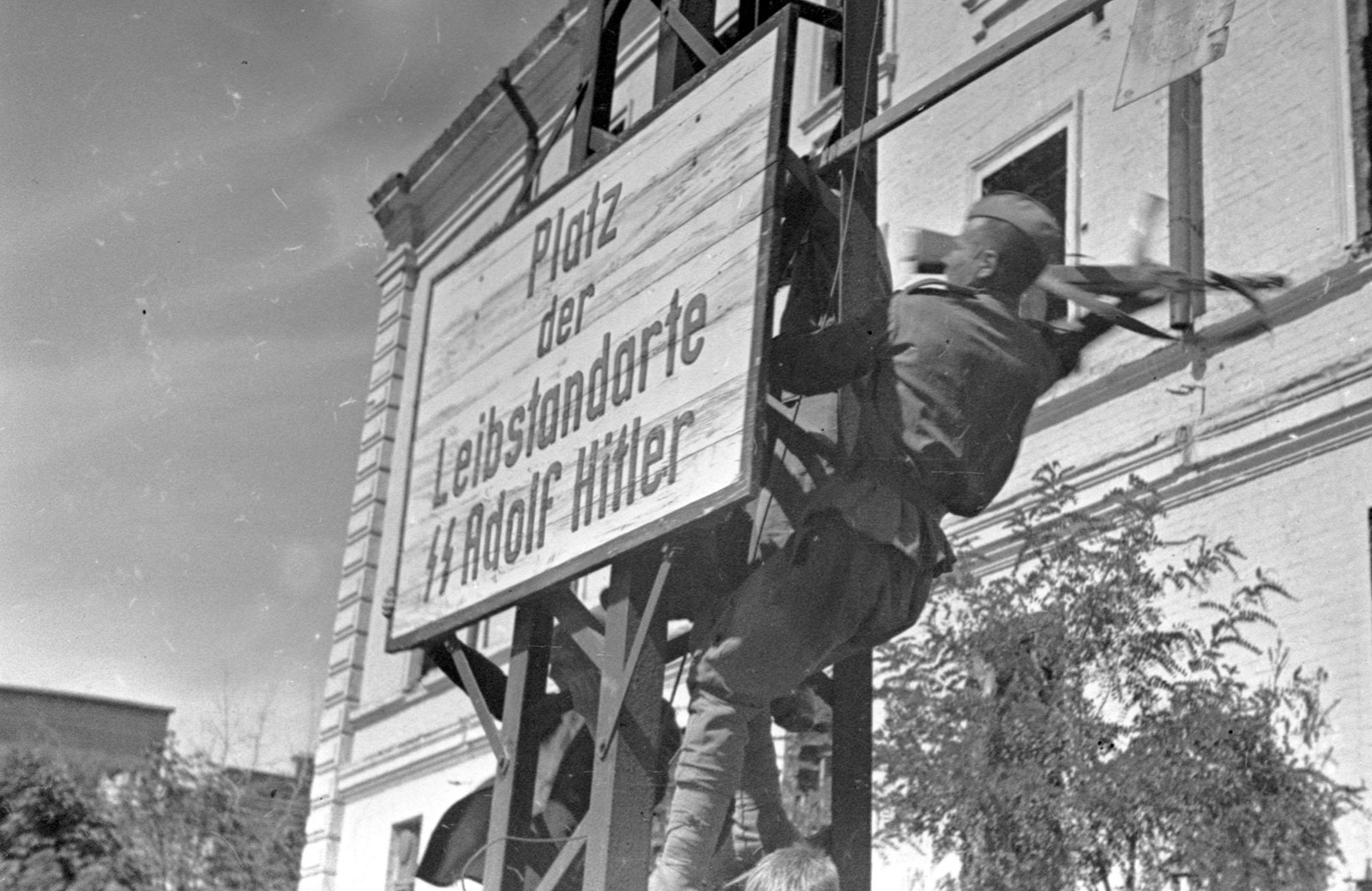
Табличка з німецькою назвою сучасного майдану Свободи (тоді — майдан 1-ї дивізії Лейбштандарте СС «Адольф Гітлер»)

1. провулок від Сумської вулиці до вулиці Українських письменників — Госпітальний провулок (історична назва, нині частина вулиці Данилевського)
2. вулиця 3-го Інтернаціоналу — вулиця Мартиновича (історична назва, нині вулиця Генерала Момота)
3. провулок 3-го Інтернаціоналу — провулок Мартиновича (історична назва, нині не існує)
4. вулиця 8 З'їзду Рад — вулиця Бурачека (нині вулиця Бориса Чичибабіна)
5. вулиця 14 З'їзду Рад (вулиця від Нового проспекту до Клочківського узвозу) — 3-тя Кільцева вулиця (нині частина вулиці Данилевського)
6. вулиця 17 Партз'їзду — вулиця Марка Вовчка (нині вулиця Северина Потоцького)
7. вулиця 9 Січня — Стригунівська вулиця (нині не існує)
8. вулиця 21 Січня — Ващенківська вулиця (нині вулиця Сотника Костюченка)
9. вулиця 25 Жовтня — Ямпільська вулиця (нині Павлівська вулиця)
10. узвіз 12 Листопада — Бурсацький узвіз (історична назва)
11. вулиця 12 Грудня — Польова вулиця (історична назва)
12. вулиця Августа Бебеля — Замостянська вулиця
13. вулиця Академіка Лисенка — Квіткинська вулиця (історична назва, нині вулиця Миколи Лисенка)
14. вулиця Академіка Павлова — Конюшенна вулиця (історична назва)
15. Актюбінська вулиця — Ханайченківська вулиця (історична назва)
16. вулиця Андре Марті — вулиця Гаршина (історична назва, нині Міністерська вулиця)
17. в'їзд Андрія Кубасова — Мурмилівський в'їзд (нині не існує)
18. провулок Андрія Кубасова — Мурмилівський провулок
19. вулиця Анрі Барбюса — вулиця Леоніда Глібова (нині вулиця Юри Зойфера)
20. Арктичний провулок — Кладовищенський провулок (історична назва)
21. вулиця Артема — Єпархіальна вулиця (історична назва)
22. провулок Артема — Єпархіальний провулок (історична назва)
23. Артільна вулиця — Анненська вулиця (історична назва)
24. Артільний провулок — Анненський провулок (історична назва)
25. вулиця Байдукова — вулиця Волянського (нині не існує)
26. вулиця Бакинських Комісарів — Пантелеймонівська вулиця (історична назва)
27. вулиця Бакуніна — вулиця Вовка (нині Багата вулиця)
28. Балтійський провулок — Корнилівський провулок (історична назва, нині провулок Дегтярьова)
29. вулиця Баранова — вулиця Щербаківського (нині не існує)
30. Барачна вулиця — провулок Покровського (нині вулиця Культури)
31. Барикадна вулиця — Компанійська вулиця (історична назва)
32. Барикадний провулок — Компанійський провулок (історична назва)
33. Бауманська вулиця — Опішнянська вулиця (зараз вулиця Михайла Петренка)
34. Бессарабська вулиця — Петрівська вулиця (історична назва)
35. провулок Бетховена — 1-й Корсиківський в'їзд (історична назва)
36. Білгородський провулок — провулок Бузескула (нині провулок Синельникова)
37. Білгородський узвіз — приєднано до вулиці Бузескула (нині вулиця Героїв Рятувальників)
38. Більшовицька вулиця — вулиця Миколи Вороного (нині вулиця Шалімова)
39. вулиця Благоєва — 3-й Панасівський в'їзд, Ново-Прокладений провулок (історичні назви)
40. вулиця Блюхера — вулиця Шелухіна (історична назва, нині вулиця Щепкіна)
41. провулок Блюхера — Галичанський провулок (історична назва, нині не існує)
42. провулок Броненосця Потьомкін — провулок Горленка (нині вулиця Олега Громадського)
43. вулиця Брюсова — 2-га вулиця Попових (історична назва)
44. Виконкомівська вулиця — вулиця Стефановича
45. Виконкомівський провулок — провулок Стефановича
46. Винахідницький провулок — Попівський провулок (історична назва)
47. Виноградна вулиця (на Основі) — Веселий провулок (історична назва)
48. Виноградна вулиця (на Лисій Горі) — Дудниківська вулиця (історична назва)
49. вулиця Вільгельма Піка — Зелена вулиця (історична назва, нині частина проспекту Любові Малої)
50. провулок Вільгельма Піка — Зелений провулок (історична назва, нині не існує)
51. вулиця Вільної Праці — Бондаренківська вулиця (нині Бондарівська вулиця)
52. Вітебська вулиця — Старом'ясницька вулиця (історична назва, нині не існує)
53. вулиця Водоп'янова — Миколаївська вулиця (історична назва, нині Близнюківська вулиця)
54. Ворошиловградська вулиця — Боромлянська вулиця (нині Переяславська вулиця)
55. Войківська вулиця — Рай-Оленівська вулиця (нині не існує)
56. вулиця Войкова — вулиця Руданського (нині вулиця Мухачова)
57. в'їзд Володарського — Семінарський в'їзд (історична назва, нині Черновський провулок)
58. вулиця Володарського — Семінарська вулиця (історична назва)
59. майдан Володарського — Семінарський майдан (історична назва, нині не існує)
60. провулок Володарського — Семінарський провулок (історична назва, нині Мало-Черновський провулок)
61. вулиця Володимира Візе — Ірининська вулиця (історична назва)
62. вулиця Воробйова — Скрипницька вулиця (історична назва)
63. провулок Воробйова — Скрипницький узвіз (історична назва, нині Скрипниківський узвіз)
64. вулиця Воровського — П'ятницька вулиця (нині Євгенівська вулиця)
65. провулок Воровського — П'ятницький провулок (нині не існує)
66. Ворошиловградський провулок — Страйковий провулок (нині Громадянський провулок)
67. вулиця Восьмого Березня — 1-й Панасівський в'їзд (історична назва)
68. вулиця В'ячеслава Молотова — Євгенівська вулиця (історична назва)
69. провулок В'ячеслава Молотова — Євгенівський провулок (історична назва, нині не існує)
70. вулиця Ганни — Царицинська вулиця (історична назва, нині вулиця Миколи Міхновського)
71. вулиця Георгія Димитрова — Дмитрівська вулиця (історична назва)
72. провулок Героя СРСР Валерія Чкалова — вулиця Земки (нині вулиця Вадима Манька)
73. провулок Героя СРСР Дороніна — Короткий провулок (історична назва, нині Долинний провулок)
74. вулиця Героя СРСР Леваневського — Казармівська вулиця (історична назва, нині Чугуївська вулиця)
75. 1-й в'їзд Героя СРСР Леваневського — 1-й Казармівський в'їзд (історична назва, нині 1-й Чугуївський в'їзд)
76. 2-й в'їзд Героя СРСР Леваневського — 2-й Казармівський в'їзд (історична назва, нині 2-й Чугуївський в'їзд)
77. 3-й в'їзд Героя СРСР Леваневського — 3-й Казармівський в'їзд (історична назва, нині 3-й Чугуївський в'їзд)
78. вулиця Героя СРСР Ляпідевського — Ніжинська вулиця (історична назва)
79. вулиця Героя СРСР Юмашева — Скрипниківський провулок (історична назва, нині вулиця Гаращенка)
80. вулиця Гіршмана — Сорокинський провулок (історична назва)
81. провулок Гната Михайличенка — Митрофанівський провулок (історична назва)
82. Горійська вулиця — Іскринський в'їзд (історична назва)
83. Горійський провулок — Троїцький провулок (історична назва)
84. вулиця Григорія Антонова — Ново-Олександрівська вулиця (історична назва, нині Новоолександрівська вулиця)
85. вулиця Григорія Котовського — Мар'ївська вулиця (історична назва)
86. вулиця Григорія Котовського — Коцарська вулиця (історична назва)
87. провулок Котовського — Никонівський провулок, Конюшенний провулок (історичні назви, нині Никонівський проїзд)
88. вулиця Григорія Петровського — Щигриновська вулиця (нині Скіфська вулиця)
89. вулиця Григорія Чалого — вулиця Сави Чалого
90. Громадянська вулиця — Міщанська вулиця (історична назва)
91. вулиця Громова — вулиця Модзалевського (нині Брестська вулиця)
92. провулок Громова — провулок Модзалевського (нині Брестський провулок)
93. вулиця Грудневого Повстання — Безуглий провулок (історична назва, нині Кінний провулок)
94. майдан Грудневого Повстання — Кінний майдан (нині майдан Захисників України)
95. Губкомівська вулиця — Анненська вулиця (історична назва, нині вулиця Левченка)
96. вулиця Дарвіна — Садово-Куликівська вулиця (історична назва)
97. Дарницька вулиця — Ново-Мангубівська вулиця (історична назва)
98. вулиця Дацька — Монастирська вулиця (історична назва, нині вулиця Бориса Шрамка)
99. вулиця Дем'яна Бєдного — Хотомлянська вулиця (нині Богуславська вулиця)
100. Депутатська вулиця — Виборча вулиця
101. Депутатський в'їзд — Виборчий в'їзд
102. Депутатський провулок — Виборчий провулок
103. Депутатський проїзд — Виборчий проїзд
104. провулок Джерело — Дроздовський провулок (історична назва)
105. вулиця Дзержинського — Мироносицька вулиця (історична назва)
106. майдан Дзержинського — майдан Вермахту
107. Дніпропетровська вулиця — Нижньо-Дніпровська вулиця (нині вулиця Дмитра Вишневецького)
108. Дніпропетровський провулок — Нижньо-Дніпровський провулок (нині провулок Дмитра Вишневецького)
109. вулиця Доброхотова — Мефодіївська вулиця (історична назва)
110. провулок Доброхотова — 1-й Мефодіївський провулок (історична назва, нині не існує)
111. в'їзд Доброхотова — 2-й Мефодіївський провулок (історична назва, нині не існує)
112. 1-й в'їзд Доброхотова — 1-й Мефодіївський в'їзд (історична назва, нині не існує)
113. 2-й в'їзд Доброхотова — 2-й Мефодіївський в'їзд (історична назва, нині не існує)
114. вулиця Долорес Ібаррурі — 2-га Чеховська вулиця (нині вулиця Чехова)
115. вулиця Другої П'ятирічки — Народна вулиця (нині вулиця Біблика)
116. вулиця Євгенії Бош — Кінна вулиця (історична назва, нині вулиця Богдана Хмельницького)
117. провулок Євгенії Бош — Костянтинівський провулок (історична назва, нині не існує)
118. провулок Едгара Андре — Жаткінський провулок (історична назва, нині Музичний в'їзд)
119. вулиця Єдиного Фронту — Готнянська вулиця (нині не існує)
120. Електротехнічна вулиця — Дворянська вулиця (історична назва, нині вулиця Юлія Чигирина)
121. вулиця Енгельса — Різдвяна вулиця (історична назва)
122. вулиця Єлізарова — Гадяцька вулиця (нині Холодногірська вулиця)
123. провулок Єлізарова — Гадяцький провулок (нині не існує)
124. Єреванська вулиця — Грайворонська вулиця (історична назва)
125. Єрмаківська вулиця — Митрофанівська вулиця (історична назва, нині вулиця Родини Ковалевських)
126. провулок Жана Жореса — Костюринський провулок (історична назва)
127. провулок Жана Марата — Подільський провулок (історична назва)
128. вулиця Жданова — Шпігелівське шосе (історична назва, нині вулиця Юрія Колларда)
129. набережна Жданова — Дворянська набережна (історична назва, нині Харківська набережна)
130. провулок Желябова — Синнянський провулок (нині провулок Милосердя)
131. вулиця Жовтневої Революції — Москалівська вулиця (історична назва)
132. Збройова вулиця — Тюремна вулиця (історична назва, нині Зброярська вулиця)
133. вулиця Звільнення — Ново-Катерининська вулиця (історична назва)
134. провулок Звільнення — Ново-Катерининський провулок (історична назва)
135. вулиця Землячки — Олександро-Невська вулиця (нині Заїківська вулиця)
136. провулок Землячки — Олександро-Невський провулок (нині Заїківський провулок)
137. майдан Землячки — Олександро-Невський майдан (нині ліквідований)
138. Зіньківський провулок — Богданівський провулок (історична назва, нині не існує)
139. вулиця Івана Бабушкіна — Ново-Прокладена вулиця (історична назва, нині вулиця Пестрікова)
140. провулок Івана Минайленка — Монастирський провулок (історична назва, нині Михайличенківський провулок)
141. вулиця Іванова — Ветеринарна вулиця (нині вулиця Свободи)
142. Індустріальний провулок — Харитонівський провулок (історична назва провулку від Сумської вулиці до вулиці Воробйова (нині вулиця Трінклера), нині у складі проспекту Незалежності)
143. Інженерна вулиця — Грінченківська вулиця (нині вулиця Євгенія Єніна)
144. Інтернаціональна вулиця — Хотмижська вулиця (нині Білоцерківська вулиця)
145. провулок Ілліча — провулок Яворського (нині провулок Самокиша)
146. провулок Інеси Арманд — 2-й Мефодіївський провулок (історична назва, нині не існує)
147. вулиця Кагановича — Бабаївська вулиця (нині Паркова вулиця)
148. майдан Кагановича — Привокзальний майдан (історична назва)
149. провулок Кагановича — Мало-Гончарівський провулок (історична назва, нині не існує)
150. Казахстанський провулок — Караїмський провулок (історична назва)
151. вулиця Калініна — Коротичанська вулиця (нині вулиця Костянтина Калініна)
152. вулиця Каманіна — 1-ша Нова вулиця (історична назва, нині Сахновщанська вулиця)
153. вулиця Камо — Гончарівська вулиця (історична назва, нині Яготинська вулиця)
154. вулиця Карла Лібкнехта — Сумська вулиця
155. 1-й провулок Карла Лібкнехта — 1-й Сумський провулок (історична назва, нині провулок Некрасова)
156. вулиця Карла Маркса — Благовіщенська вулиця (історична назва)
157. майдан Карла Маркса — Благовіщенський майдан (історична назва)
158. провулок Карла Маркса — Кузинський провулок (історична назва, нині не існує)
159. вулиця Карпинського — Тихонівська вулиця (історична назва)
160. вулиця Катаяма — Каденський провулок (нині Ямська вулиця)
161. вулиця Кахановського (або Каховська вулиця) — вулиця Черкасенка (невідомо, що саме за вулиця)
162. вулиця Кибальчича — Некрасівська вулиця (нині вулиця Іллі Коваля)
163. провулок КИМа — провулок Покровського (нині не існує)
164. в'їзд Кірова — Молочний в'їзд (історична назва, нині не існує)
165. вулиця Кірова — Молочна вулиця (історична назва)
166. провулок Кірова — Молочний провулок (історична назва, нині не існує)
167. вулиця Клари Цеткін — Римарська вулиця (історична назва)
168. провулок Клима Ворошилова — Балашовський провулок (історична назва, нині провулок Івана Лєщєнкова)
169. Колективна вулиця — Громадянська вулиця
170. Колгоспна вулиця — Хліборобна вулиця (нині Фермерська вулиця)
171. провулок Колларова — Ріпинський (Рєпінський) провулок (історична назва)
172. вулиця Комінтерну — Кочетокська вулиця (нині не існує)
173. провулок Комінтерну — Кочетокський провулок (нині не існує)
174. Комсомольська вулиця — Лебежанська вулиця (нині вулиця Рєдіна)
175. Комсомольське шосе — Григорівське шосе (історична назва)
176. Комсомольський в'їзд — Валківський в'їзд (історична назва, нині у складі провулку)
177. Комсомольський провулок — Валківський провулок (історична назва)
178. вулиця Комуни — Велико-Бурлуцька вулиця (нині Республіканська вулиця)
179. вулиця Комуни Дзержинського — вулиця Куліша (нині вулиця Рудика)
180. Комуністична вулиця — вулиця Грабовського (нині Тепловозна вулиця)
181. вулиця Коперника — 3-тя вулиця Попових (історична назва)
182. вулиця Короленка — Миколаївська вулиця (історична назва)
183. провулок Короленка — Миколаївський провулок (історична назва)
184. Коростенський провулок — Панасівський провулок
185. 2-й Корсиківський в'їзд — 1-й Дудукалівський провулок (історична назва)
186. 3-й Корсиківський в'їзд — Куп'янський провулок
187. 4-й Корсиківський в'їзд — 3-й Дудукалівський провулок (історична назва)
188. вулиця Котлова — Панасівська вулиця (історична назва, нині Велика Панасівська вулиця)
189. 1-й в'їзд Котлова — 2-й Панасівський в'їзд (історична назва, нині не існує)
190. провулок Котлова — Панасівський провулок (історична назва, нині не існує)
191. провулок Кравцова — Мордвинівський провулок (історична назва)
192. Краматорська вулиця — Гайдамацька вулиця (історична назва)
193. Краматорський провулок — Іващенківський провулок (історична назва)
194. вулиця Красіна — вулиця Бузескула (нині вулиця Манізера)
195. Краскомівська вулиця  — Університетська вулиця (історична назва)
196. Красноградський провулок — Бохновський (Вохновський) провулок (нині Божківський провулок)
197. Краснодонська вулиця — Єдиновірницька вулиця (історична назва, нині Карташівська вулиця)
198. Краснодонський провулок — Єдиновірницький провулок (історична назва, нині Карташівський провулок)
199. вулиця Крейсера Аврора — Мурафська вулиця (нині вулиця Петра Тронька)
200. провулок Крейсера Аврора — Мурафський провулок (нині провулок Петра Тронька)
201. вулиця Кржижановського — 2-га Щедринська вулиця (нині не існує)
202. Кривомазівська вулиця — Залізнична вулиця (історична назва, нині вулиця Павла Тичини)
203. провулок Крупської — 1-й Садовий провулок (історична назва, нині Конотопський провулок)
204. Крутогірський провулок — Церковний провулок (історична назва)
205. вулиця Куйбишева — Рижівська вулиця (історична назва)
206. провулок Куйбишева — Рижівський провулок (історична назва)
207. вулиця Лаврентія Берії — Рибна вулиця (або вулиця Адольфа Гітлера) (історична назва, нині Кооперативна вулиця)
208. вулиця Лагоди — Богданівська вулиця (історична назва)
209. вулиця Лассаля — вулиця Петра Могили (нині частина Ново-Баварського проспекту)
210. провулок Лассаля — Перший провулок (нині Осінній провулок)
211. в'їзд Лассаля — Другий провулок (нині не існує)
212. вулиця Лейтенанта Шмідта — Мстиславська вулиця (нині Богатирська вулиця)
213. вулиця Леніна — Досекінська вулиця (історична назва, нині Шатилівська вулиця)
214. проспект Леніна — Новий проспект (нині проспект Науки)
215. Ленінградська вулиця — Курилівська вулиця (історична назва)
216. Ленінградський провулок — Петроградський провулок (історична назва, нині Курилівський в'їзд)
217. Ленінський провулок — Лісківський провулок (нині не існує)
218. провулок Лепсе — Лелюківський провулок (історична назва)
219. 1-й Лисогірський в'їзд — 1-й Кузінський в'їзд (історична назва)
220. 2-й Лисогірський в'їзд — 2-й Кузінський в'їзд (історична назва)
221. 3-й Лисогірський в'їзд — 3-й Кузінський в'їзд (історична назва)
222. 4-й Лисогірський в'їзд — 4-й Кузінський в'їзд (історична назва)
223. вулиця Литвинова — Приютський провулок (історична назва, нині вулиця Ігоря Малицького)
224. вулиця Льотчика Коккінакі — Саржин'ярівська вулиця (історична назва, нині Саржинська вулиця)
225. вулиця Лютневої Революції — 1-й Конюшенний в'їзд (історична назва, нині провулок Академіка Павлова)
226. в'їзд Лютневої Революції — 2-й Конюшенний в'їзд (історична назва, нині в'їзд Академіка Павлова)
227. Магнітогорська вулиця — Старо-Кладовищенська вулиця (історична назва, нині Горбачівська вулиця)
228. Макіївська вулиця — Кабишевська вулиця (історична назва)
229. Макіївський провулок — Кабишевський провулок (історична назва)
230. вулиця Мануїльського — Львівська вулиця (нині Болгарська вулиця)
231. провулок Мануїльського — Львівський провулок (нині Болгарський провулок)
232. вулиця Марселя Кашена — вулиця Гоголя (історична назва, нині вулиця Каринської)
233. вулиця Мархлевського — Юмівська вулиця (нині вулиця Гуданова)
234. в'їзд Маршала Будьонного — Кузнечний в'їзд (історична назва)
235. вулиця Маршала Будьонного — Кузнечна вулиця (історична назва)
236. вулиця Маршала Батицького — Преображенська вулиця (нині Глобинська вулиця)
237. вулиця Маршала Єгорова — Реєстраторська вулиця (історична назва)
238. вулиця Матвія Муранова — Кладовищенська вулиця (історична назва, нині Озерянська вулиця)
239. провулок Муранова — Кладовищенський провулок (історична назва, нині Озерянський провулок)
240. вулиця Матяша Ракоші — Гордієнківська вулиця (історична назва)
241. провулок Матяша Ракоші — Гордієнківський провулок (історична назва)
242. вулиця Матюшенка — Первозвана вулиця (історична назва)
243. вулиця Маяковського — Госпітальна (Шпитальна) вулиця (нині вулиця Миколи Хвильового)
244. вулиця Мельникова — Куликівська вулиця (історична назва)
245. вулиця Менжинського — вулиця Василя Мови (нині вулиця Гордона)
246. провулок Металіста — Клеменівський провулок (історична назва)
247. Метробудівський провулок — Трохимівський провулок (історична назва)
248. вулиця Микити Ізотова — Пантелеймонівська вулиця (історична назва, нині Кутова вулиця)
249. вулиця Миколи Єжова — вулиця Достоєвського (історична назва, нині Комарівський провулок)
250. вулиця Миколи Кривомазова — вулиця Кошового Івана Сірка (нині вулиця Миколи Бажана)
251. вулиця Миколи Островського — Новопрокладена вулиця (історична назва, нині вулиця Весніна)
252. Міжнародна вулиця — Слобідсько-Українська вулиця
253. вулиця Мікояна — Волківська вулиця (нині Лозівська вулиця)
254. Міліцейський провулок — Вартовий провулок (нині не існує)
255. Міськрадівська вулиця — Магістратська вулиця
256. Мітингова вулиця — Ріпчанська вулиця
257. набережна Мічуріна — Лихонінська набережна (історична назва)
258. в'їзд Мічуріна — Лихонінський в'їзд (історична назва, нині не існує)
259. провулок Мічуріна — Лихонінський провулок (історична назва, нині провулок Енеїди)
260. Мозирський провулок — Симонівський провулок (історична назва)
261. вулиця Молодії Гвардії — Ново-Фесенківська вулиця (історична назва, нині вулиця Добровольців)
262. вулиця Молотова — вулиця Короленка (історична назва, нині Садибна вулиця)
263. Монгольський провулок — Скурідинський провулок (історична назва)
264. Мопровський провулок — Габаївський провулок (історична назва, нині Квітучий провулок)
265. вулиця Моріса Тореза — Отаманівська вулиця (історична назва, нині вулиця Юрія Лавриненка)
266. вулиця Муравйова — Анютинська вулиця (історична назва)
267. вулиця Надії Крупської — Самсонівська вулиця (історична назва)
268. вулиця Наріманова — Ворожбянська вулиця (нині вулиця Дудинської)
269. провулок Народної Освіти — Сердюківський провулок (нині вулиця Скрипника)
270. Незаможницька вулиця — Дворянський провулок (історична назва, нині не існує)
271. вулиця Нехаєнка — Богомолівський провулок (історична назва, нині проїзд Афанасія Фірсова)
272. Нижній провулок — Дальній провулок (історична назва)
273. вулиця Новий Побут — Подорожня вулиця, Центральна вулиця (історичні назви)
274. провулок Новий Побут — Безіменний провулок (історична назва)
275. Новосибірський провулок — Уткінський провулок (історична назва, нині не існує)
276. вулиця Ногіна — Волосна вулиця (історична назва)
277. вулиця Ногіна — Волосний провулок (історична назва, нині Лаврентіївський провулок)
278. Ойротський провулок — Базарний провулок (Історична назва, нині Міцний провулок)
279. вулиця Олександра Пархоменка — Бульварний провулок (історична назва, нині Мінераловодна вулиця)
280. вулиця Олександра Ульянова — вулиця Мацієвича (нині вулиця Миколи Манойла)
281. вулиця Олександра Чернікова — Бараненківський провулок (історична назва, нині вулиця Івана Кобзи)
282. вулиця Олександра Шліхтера — Новорозбивочна вулиця (історична назва, нині Шахтарська вулиця)
283. вулиця Ольмінського — Максиміліанівська вулиця (історична назва)
284. Омська вулиця — Вадимівська вулиця (історична назва, нині не існує або нинішня Бахмутська вулиця)
285. Онезька вулиця — Гетьманська вулиця (історична назва, нині Тетерівська вулиця)
286. майдан Орджонікідзе — майдан Богдана Хмельницького (можливо, нинішній Тракторозаводський сквер на проспекті Архітектора Альошина)
287. проспект Орджонікідзе — проспект Нова Україна (нині проспект Архітектора Альошина)
288. вулиця Отто Шмідта — Шпілегівська вулиця (історична назва)
289. провулок Отто Шмідта — Короткий провулок (історична назва, нині Баронський провулок)
290. вулиця Павла Лебедєва — Раснянська вулиця (нині вулиця В'ячеслава Чорновола)
291. вулиця Папаніна — Ханайченківський провулок (історична назва, нині не існує)
292. вулиця Парашутистів — Сахалінський провулок
293. вулиця Паризької Комуни — вулиця Герцена (історична назва)
294. Паркова вулиця — вулиця Шевченка (нині не існує)
295. узвіз Пасіонарії — Клочківський узвіз (історична назва)
296. вулиця Перемоги — Яготинська вулиця (нині не існує)
297. в'їзд Першого Пролетарського полку — Ващенківський в'їзд (історична назва)
298. провулок Першого Пролетарського полку — Ващенківський провулок (історична назва)
299. майдан Першого Травня — майдан Іподрому (історична назва)
300. провулок Першої Кінної Армії — Кузнечний провулок (історична назва)
301. вулиця Першої Маївки — Копиловська вулиця (історична назва)
302. провулок Першої Маївки — Копиловський провулок (історична назва)
303. провулок Першої П'ятирічки — провулок Полоцького (нині не існує)
304. Першотравневий провулок — Святогірський провулок (історична назва)
305. вулиця Петра Алексєєва — вулиця Стороженка (нині вулиця Олександра Громека)
306. вулиця Петра Белякова — вулиця Микешина (нині не існує)
307. вулиця Петра Слинька — Карпівська вулиця (історична назва)
308. провулок Петра Слинька — Карпівський провулок (історична назва)
309. провулок Петра Ширяєва — вулиця Чубинського (нині Шляхетна вулиця)
310. вулиця Пирогова — Ново-Проєктована вулиця (історична назва, нині частина проспекту Любові Малої)
311. Піонерська вулиця — Канівська вулиця (історична назва, нині вулиця Дмитра Міллера)
312. Піонерський в'їзд — Кольцовський в'їзд (історична назва, нині Юнацький в'їзд)
313. Плеханівська вулиця — Петинська вулиця (історична назва, нині вулиця Георгія Тарасенка)
314. Плеханівський в'їзд — Петинський в'їзд (історична назва, нині не існує)
315. Плеханівський провулок — Петинський провулок (історична назва)
316. Посівкомівська вулиця — вулиця Павла Житецького (нині Господарська вулиця)
317. вулиця Правди — Шевченківська вулиця (історична назва, нині вулиця Олеся Гончара)
318. проспект Правди — 1-ша Кільцева вулиця (історична назва, нині проспект Незалежності)
319. Пролетарська вулиця — Святодухівська вулиця (історична назва)
320. Пролетарський в'їзд — Тюрінський в'їзд (історична назва, нині не існує)
321. Пролетарський майдан — Сергіївський майдан (історична назва)
322. провулок Пролеткульту — Ковалівський провулок (історична назва, нині не існує)
323. провулок Професора Покровського — Барачний провулок (історична назва, нині вулиця Культури)
324. Профінтернівський провулок — Дмитрівський провулок (історична назва, нині не існує)
325. вулиця Профінтерну — Продольна вулиця (історична назва, нині вулиця Івана Багряного)
326. Профспілковий бульвар — Володимирський майдан
327. вулиця Пугачова — вулиця Коліївщини (нині у складі Комбайнівської вулиці)
328. провулок Пугачова — провулок Коліївщини (нині не існує)
329. Пушкінська вулиця — Німецька вулиця (історична назва)
330. Пушкінський в'їзд — Німецький в'їзд
331. провулок П'ятисотниць — Проїзний провулок (історична назва)
332. Раднаркомівська вулиця — Мироносицький провулок (нині вулиця Жон Мироносиць)
333. 1-й Радянський провулок — 1-й Соборний провулок (історична назва, нині Університетський провулок)
334. 2-й Радянський провулок — 2-й Соборний провулок (історична назва, нині 2-й Університетський провулок)
335. Райкомівська вулиця — Рідна вулиця (нині вулиця Юдіна)
336. Райрадівський в'їзд — Василівський в'їзд (історична назва, нині не існує)
337. Райрадівський провулок — Василівський провулок (історична назва)
338. вулиця Ратманського — Свято-Михайлівська вулиця (нині вулиця Бекетова)
339. Ревкомівська вулиця — Єлизаветинська вулиця (історична назва, нині вулиця Семена Кузнеця)
340. вулиця Революції — Губернаторська вулиця (історична назва, нині Куликівський узвіз)
341. в'їзд Революції 1905 року — Кузінський в'їзд (історична назва, нині не існує)
342. вулиця Революції 1905 року — Кузінська вулиця (історична назва)
343. узвіз Революції 1905 року — Кузінський узвіз (історична назва)
344. Ремісницький провулок — Рубанівський провулок (історична назва)
345. вулиця Робесп'єра — вулиця Федоровського (нині Рівненська вулиця)
346. провулок Робесп'єра — провулок Федоровського (нині Верховинський провулок)
347. Робкорівська вулиця — вулиця Кониського (нині вулиця Журналістів)
348. Робкорівський провулок — провулок Кониського (нині Робітничий провулок)
349. Робфаківська вулиця — Ново-Проєктована вулиця (історична назва, нині не існує)
350. майдан Рози Люксембург — Павлівський майдан (історична назва)
351. вулиця Ромена Роллана — вулиця Івана Котляревського (нині вулиця Леся Курбаса)
352. майдан Руднєва — Скобелевський майдан (історична назва, нині майдан Героїв Небесної Сотні)
353. вулиця Рудольфа Клауса — Мангубінська вулиця (історична назва, нині Ново-Віринська вулиця)
354. вулиця Рудольфа Самойловича — Довжиківська вулиця (нині Зачепилівська вулиця)
355. вулиця Руставелі — Михайлівська вулиця (історична назва)
356. провулок Руставелі — Михайлівський провулок (історична назва)
357. Саммеровський провулок — Харинський провулок (нині провулок Людмили Гурченко)
358. в'їзд Сапельника — Мурмилівський в'їзд (історична назва, нині не існує)
359. провулок Сапельника — Мурмилівський провулок (історична назва, нині не існує)
360. вулиця Саула Лисянського — Новопроїзна вулиця (історична назва, нині Лиса вулиця)
361. вулиця Свердлова — Катеринославська вулиця (історична назва, нині вулиця Полтавський Шлях)
362. майдан Свердлова — Клеменівський майдан (історична назва, нині не існує)
363. провулок Свердлова — Катеринославський провулок (історична назва, нині Рубанівський провулок)
364. вулиця Світло Шахтаря — Газова вулиця (історична назва)
365. провулок Світло Шахтаря — Газовий провулок (історична назва)
366. вулиця Серафимовича — Серафимівська вулиця (історична назва, нині вулиця Захара Беркута)
367. провулок Серафимовича — Серафимівська вулиця (нині вулиця Захара Беркута)
368. вулиця Серп і Молот — Шкільна вулиця (нині Сабурівська вулиця)
369. провулок Серп і Молот — Шкільний провулок (нині Сабурівський провулок)
370. вулиця Сіверса — Проїзна вулиця (історична назва, нині не існує)
371. Сількорівський провулок — Холодногірський провулок (історична назва, нині Ясинуватський провулок)
372. вулиця Скорохода — Залютинська вулиця (історична назва, нині Терихівська вулиця)
373. провулок Скорохода — 2-й провулок Залютино (історична назва, нині не існує)
374. вулиця Соломона Лозовського — Малом'ясницька вулиця (історична назва)
375. Соціалістична вулиця — Всесвятська вулиця (історична назва, нині Волонтерська вулиця)
376. 1-й Соціалістичний в'їзд — 1-й Всесвятський в'їзд (історична назва, нині не існує)
377. 2-й Соціалістичний в'їзд — 2-й Всесвятський в'їзд (історична назва, нині не існує)
378. Соціалістичний провулок — Всесвятський провулок (історична назва, нині провулок Володимира Усенка)
379. вулиця Спартака — Монастирська вулиця (історична назва, нині вулиця Ґарета Джонса)
380. Спартаківський провулок — Монастирський провулок (історична назва, нині Ярмарковий провулок)
381. вулиця Сталіна — вулиця Сагайдачного (нині вулиця Миру)
382. провулок Сталіна — провулок Сагайдачного (нині провулок Миру)
383. проспект Сталіна — Московська вулиця, Старо-Московська вулиця, Корсиківська вулиця (історичні назви)
384. Сталінабадська вулиця — Чумацька вулиця (нині не існує)
385. Сталінградська вулиця — вулиця Головацького
386. Сталінградський провулок — Таволжанський провулок (нині Водогінний провулок)
387. Сталінський узвіз — Тюрінський узвіз (історична назва)
388. Стаханівська вулиця — Щоголівська вулиця (історична назва)
389. Стаханівський провулок — Романовський провулок (історична назва, нині Чаплигінський провулок)
390. вулиця Степана Разіна — Турбаївська вулиця (нині Княжа вулиця)
391. Сухумський провулок — 5-й Дудукалівський провулок (нині не існує)
392. вулиця Тевелєва — Підгірна вулиця (історична назва, нині вулиця Івана Зарудного)
393. майдан Тевелєва — Миколаївський майдан (історична назва, нині майдан Конституції)
394. провулок Тевелєва — Підгірний провулок (історична назва, нині провулок Івана Зарудного)
395. Текстильний провулок — Церковний провулок (нині не існує)
396. Телефонна вулиця — Лопатинський провулок (історична назва)
397. вулиця Тельмана — Шосейна вулиця (нині вулиця Баркалова)
398. Товариська вулиця — Ковалівська вулиця (історична назва)
399. Товариський провулок — Ново-Пономарівська вулиця (історична назва)
400. Трамвайна вулиця — Ново-Колчігінська вулиця (історична назва, нині не існує)
401. вулиця Трінклера — вулиця Воробйова
402. Узбецький провулок — Іванівський провулок (історична назва)
403. Університетський майдан — Соборний майдан (історична назва)
404. вулиця Урицького — Воскресенська вулиця (історична назва)
405. майдан Урицького — Воскресенський майдан (історична назва, нині майдан Ірини Бугримової)
406. провулок Урицького — Воскресенський провулок (історична назва)
407. Уфімська вулиця — Горяїнівський провулок (історична назва, нині вулиця Квітки-Основ'яненка)
408. вулиця Ушакова — Рашкінська вулиця (історична назва, нині Сімейна вулиця)
409. Фабзавкомівська вулиця — Єлизаветинська вулиця, Ново-Мирна вулиця (нині Новомирна вулиця)
410. вулиця Фабріціуса — Пісочинська вулиця (нині Грушева вулиця)
411. вулиця Феєрбаха — Вознесенська вулиця (історична назва)
412. майдан Феєрбаха — Вознесенський майдан (історична назва)
413. провулок Феєрбаха — Вознесенський провулок (історична назва)
414. Феодосійська вулиця — Острогозька вулиця
415. вулиця Фріца Геккерта — Мінковська вулиця (нині не існує)
416. в'їзд Фрунзе — в'їзд Івана Іранка (нині не існує)
417. в'їзд Фрунзе — Технологічний в'їзд
418. вулиця Фрунзе — Технологічна вулиця (нині вулиця Багалія)
419. провулок Фрунзе — вулиця Донця-Захаржевського
420. вулиця Фурманова — Нацька вулиця (історична назва)
421. вулиця Халтуріна — вулиця Чернявського (нині вулиця Ахієзерів)
422. провулок Халтуріна — провулок Чернявського (нині провулок Академіка Померанчука)
423. узвіз Халтуріна — Купецький узвіз (історична назва, нині Соборний узвіз)
424. Хотмижський провулок — Холодногірський провулок (історична назва, нині вулиця Юрія Колларда)
425. в'їзд Чапаєва — Мороховецький в'їзд (історична назва, нині не існує)
426. набережна Чапаєва — Мороховецька набережна (історична назва)
427. провулок Чапаєва — Мороховецький провулок (історична назва, нині не існує)
428. вулиця Челюскінців — Петропавлівська вулиця (історична назва)
429. провулок Челюскінців — Петропавлівський провулок (історична назва, нині не існує)
430. 1-й в'їзд Челюскінців — 1-й Петропавлівський в'їзд (історична назва, нині Теслярський в'їзд)
431. 2-й в'їзд Челюскінців — 2-й Петропавлівський в'їзд (історична назва, нині Капітальний в'їзд)
432. Червона вулиця — вулиця Вагілевича
433. Червоний в'їзд — Журавлівський в'їзд
434. вулиця Червоний Промінь — Черкаська вулиця (нині вулиця Кошкіна)
435. вулиця Червоних Письменників — вулиця Українських Письменників (нині Літературна вулиця)
436. вулиця Червоних Стадіонів — вулиця Тараса Шевченка (нині Динамівська вулиця)
437. вулиця Червоноармійця — Олександрівська вулиця (нині вулиця Євгена Котляра)
438. Червонобаварська вулиця — Державінська вулиця (нині вулиця Євгена Решетникова)
439. вулиця Червоного Козацтва — Козацька вулиця (історична назва)
440. вулиця Червоного Льотчика — Толстовська вулиця (історична назва, нині вулиця Юрія Шевельова)
441. вулиця Червоного Міліціонера — Верещаківська вулиця (нині Верещаківський проїзд)
442. майдан Червоного Міліціонера — Жандармський майдан (історична назва, нині майдан Національної Гвардії)
443. вулиця Червоного Орача — Ново-Водолазька вулиця (нині вулиця Орача)
444. провулок Червоного Орача — Ново-Водолазький провулок (нині провулок Орача)
445. вулиця Червоного Студентства — Толкачівська вулиця (історична назва, нині Студентська вулиця)
446. провулок Червоного Студентства — Толкачівський провулок (історична назва, нині Студентський провулок)
447. вулиця Червоної Зірки — Гінеївська вулиця (нині вулиця Пильчикова)
448. Червоножовтнева вулиця — Конторська вулиця (історична назва)
449. Червоножовтневий провулок — Конторський провулок (історична назва)
450. Червонозаводська вулиця — Мохначанська вулиця (нині не існує)
451. Червонозаводський провулок — Мохначанський провулок (нині не існує)
452. Червонопартизанська вулиця — вулиця Щоголева (нині вулиця Крушельницького)
453. Червонопартизанський проїзд — проїзд Щоголева (нині проїзд Крушельницького)
454. Червонопартизанський провулок — провулок Щоголева (нині провулок Крушельницького)
455. Червонопрапорна вулиця — Каплунівська вулиця (нині вулиця Мистецтв)
456. Червонопрапорний провулок — Каплунівський провулок (історична назва)
457. Червоно-Пресненська вулиця — Олексіївська вулиця (нині не існує)
458. Червоно-Пресненський провулок — Юрченківський провулок (нині не існує)
459. Червоноселищна вулиця — Капустянський провулок (нині Миронівська вулиця)
460. Червоноселищний провулок — Гладківський провулок (історична назва)
461. Червонофлотська вулиця — Чигиринська вулиця (нині Корабельна вулиця)
462. Червоношкільна набережна — Гімназійна набережна (історична назва)
463. Чернишевська вулиця (вулиця Чернишевського) — Чернишовська вулиця (історична назва)
464. Чигиринський провулок — Артюхівський провулок
465. вулиця Шолом-Алейхема — вулиця Стефаника
466. вулиця Шолохова — Білоколодязна вулиця (нині вулиця Леоніда Бикова)
467. вулиця Щорса — Ново-Проєктна вулиця (історична назва, нині вулиця Марка Бернеса)
468. вулиця Юного Ленінця — Павлівський провулок (історична назва, нині Роз'їзний провулок)

### 22 вересня 1942 року
1. Губернаторська вулиця — вулиця Миколи Сумцова (нині Куликівський узвіз)

### Березень 1943
1. майдан Німецької армії — майдан 1-ї дивізії Лейбштандарте СС «Адольф Гітлер» (нині майдан Свободи)

### 2 жовтня 1945[40]
Перейменування у період з 1941 по 1943 проігноровані, вулиці названі станом на 22 червня 1941.
1. вулиця Карла Лібкнехта — Сумська вулиця (історична назва)
2. вулиця Маяковського — Госпітальна вулиця (історична назва, скасоване, вулиця пізніше поєднана з сучасною вулицею Данилевського)
3. Горійський провулок — Троїцький провулок (історична назва)
4. Краскомівська вулиця — Університетська вулиця (історична назва)
5. узвіз 12-го листопада — Бурсацький узвіз (історична назва)

### 1940-ві— 1950-ті[1][41]
1. Барачна вулиця — провулок Покровського
2. Іподромівська площа — майдан Першого Травня
3. вулиця Миколи Островського — вулиця Весніна
4. Гоголівська вулиця — вулиця Гоголя (до 1954)
5. Телефонна вулиця — Лопатинський провулок (історична назва)
6. провулок Марата — Подільський провулок (історична назва)
7. Лазаретна вулиця — вулиця Трінклера

### 1951
1. Південна вулиця — Садова вулиця (історична назва)

### 1952
1. Крюківщанська вулиця — Донський провулок

### 31 грудня 1953
1. Люботинська вулиця — вулиця Воробйова

### 1953
1. вулиця Євгенії Бош — вулиця Богдана Хмельницького
2. вулиця Червоних письменників — вулиця Письменників

### 15 квітня 1958
1. вулиця Климента Ворошилова — Красноградська вулиця

### 1958
1. Басейна вулиця — вулиця Григорія Петровського
2. вулиця Письменників — вулиця Ярослава Галана

### 1960
1. вулиця Байдукова — Нова вулиця, вулиця Радіо

### 8 березня 1961
1. вулиця Садова — вулиця Чубаря

### 18 квітня 1961[42]
1. Коса вулиця — Космічна вулиця

### 5 листопада 1961
1. проспект Сталіна — Московський проспект

### 26 грудня 1961
1. Красноградська вулиця — вулиця Йона Якіра

### 1961
1. Зміївська вулиця — проспект Гагаріна
2. Нова вулиця, вулиця Радіо — Мало-Білгородська вулиця

### 1963
1. Електротехнічна вулиця — вулиця Юлія Чигирина

### 1966
1. Троїцький провулок — провулок Івана Дубового

### 14 лютого 1968
1. Подільський провулок — вулиця Яна Гамарника

### 10 липня 1968
1. вулиця Будівельників — вулиця Ентузіастів

### 1968[1]
1. Ново-Продольна вулиця — вулиця Дерев'янка
2. Заїківська вулиця — вулиця Першої Кінної Армії
3. Збройова вулиця — вулиця Маршала Родіона Малиновського

### 24 квітня 1972
1. Провіантський провулок — провулок Івана Мар'яненка

### 27 липня 1973
1. Інженерна вулиця — вулиця Бакуліна

### 1973
1. Гончарівська вулиця — вулиця маршала Івана Конєва

### 1975[1]
1. майдан Тевелєва — майдан Радянської України

### 1976
1. Мало-Бєлгородська вулиця — вулиця Академіка Проскури

### 1977
1. Дівоча вулиця — вулиця Миколи Демченка

### 18 червня 1978[33]
1. Уфімський провулок — вулиця Квітки-Основ'яненка

### 1979
1. Чорноглазівська вулиця — вулиця Маршала Бажанова

### 19 травня 1981
1. Пушкінський в'їзд — вулиця Семка

### 19 листопада 1982
1. вулиця Байрона — проспект Героїв Сталінграда

### 12 січня 1983
1. Стадіонна вулиця — вулиця 60-річчя СРСР

### 13 квітня 1983
1. Висотна вулиця і Висотний провулок — вулиця Володимира Кашуби

### ІІ половина ХХ століття
1. провулок Покровського — вулиця Культури
2. Бульварна вулиця — вулиця Командарма Уборевича (1980-ті)
3. вулиця Фрунзе — Донець-Захаржевська вулиця (1950-ті, історична назва)

### 1989
1. вулиця Семка — Пушкінський в'їзд (історична назва)

### 15 лютого 1989 року
1. набережна Жданова — Харківська набережна (історична назва)

### 14 лютого 1990
1. вулиця 60-річчя СРСР — проспект Маршала Жукова

### 12 квітня 1990 року
1. 2-га Поперечна вулиця — вулиця Фісановича

### 26 серпня 1993 року
1. площа Дзержинського — майдан Свободи
2. вулиця Дзержинського — Мироносицька вулиця (історична назва)

### 27 червня 1995 року
1. вулиця Восьмого З'їзду Рад — вулиця Бориса Чичибабіна
2. провулок Герцена — провулок Валентина Бондаренка
3. площа Урицького — виключено з мапи Харкова, приєднано до Нетіченської набережної
4. вулиця Свердлова — вулиця Полтавський Шлях

### 28 червня 1996 року[43]
1. площа Радянської України — майдан Конституції
2. вулиця Правди — вулиця Олеся Гончара

### 24 червня 2003 року
1. колишній майдан Урицького (частина Нетіченської набережної) — майдан Ірини Бугримової (утворено назву, яка з 2023 року підлягає перейменуванню відповідно до закону про деколонізацію)

### 28 квітня 2004 року
1. Стендова вулиця — вулиця Яворницького

### 6 жовтня 2004 року
Нова вулиця:
1. вулиця Вернадського

### 29 квітня 2009 року
1. узвіз Халтуріна — Соборний узвіз
2. Терасовий сквер — Покровський сквер
3. новостворений сквер на проспекті Фрунзе — Олександрівський сквер
4. майдан на розі проспекту Фрунзе та проспекту Косіора — Олександрівський майдан

### 30 вересня 2009 року
1. вулиця Ентузіастів — вулиця Академіка Синельникова
2. вулиця Синельникова — Липова вулиця (історична назва)

### 16 листопада 2011 року
1. майдан Карла Маркса — Благовіщенський майдан (історична назва)

### 17 квітня 2013 року
1. Пролетарська вулиця — вулиця Заїки
2. Пролетарський майдан — майдан Заїки
3. Пролетарський провулок — провулок Заїки

### 20 листопада 2013 року
1. майдан Рози Люксембург — Павлівський майдан (історична назва)

### 23 квітня 2014 року
1. сквер Харчовик — сад Тіволі (історична назва)

### 20 листопада 2015 року
1. Парк ім. Ілліча — Новобаварський сквер
2. Парк культури і відпочинку ім. Артема — Парк Машинобудівників
3. Сквер ім. Х-річчя КСМУ — Карякін Сад (історична назва)
4. Сквер ім. Радянської України — Тракторозаводський сквер
5. проспект 50-річчя ВЛКСМ — Ювілейний проспект
6. проспект 50-річчя СРСР  — проспект Льва Ландау
7. вулиця Артема — вулиця Алчевських
8. провулок Артема — Дизайнерський провулок
9. вулиця Бабушкіна — вулиця Пестрікова
10. вулиця Бадаєва — Варненська вулиця
11. вулиця Бакинських комісарів — Пантелеймонівська вулиця (історична назва)
12. Більшовицька вулиця — вулиця Шалімова
13. Більшовицький провулок — Ранковий провулок
14. вулиця Благоєва — вулиця Дрінова
15. вулиця Блюхера — Валентинівська вулиця
16. Вулиця Буздаліна — вулиця Осиповського
17. вулиця Івана Височиненка — вулиця Михайлика
18. вулиця Войкова — вулиця Мухачова
19. вулиця Володарського — Семінарська вулиця (історична назва)
20. провулок Володарського — Черновський провулок (історична назва)
21. в'їзд Володарського — Мало-Черновський провулок (історична назва)
22. вулиця Воровського — Євгенівська вулиця (історична назва)
23. вулиця Гамарника — Подільський провулок (історична назва)
24. провулок Гамарника — Капустянський провулок (історична назва)
25. Губкомівська вулиця — вулиця Левченка
26. вулиця Демченка — Дівоча вулиця (історична назва)
27. вулиця Павла Дибенка — вулиця Леоніда Бикова
28. провулок Павла Дибенка — провулок Леоніда Бикова
29. вулиця Доброхотова — Мефодіївська вулиця (історична назва)
30. Довгалівська вулиця — вулиця Беркоса
31. Довгалівський в'їзд — в'їзд Беркоса
32. вулиця Другої П'ятирічки — вулиця Біблика
33. провулок Івана Дубового — Троїцький провулок (історична назва)
34. вулиця Енгельса — Різдвяна вулиця (історична назва)
35. вулиця Єлізарова — Холодногірська вулиця
36. провулок Єлізарова — Холодногірський провулок
37. Жовтнева вулиця — Кутаїська вулиця
38. 1-й Жовтневий в'їзд — 1-й Кутаїський в'їзд
39. 2-й Жовтневий в'їзд — 2-й Кутаїський в'їзд
40. Жовтневий провулок — Старо-Іскринський провулок (історична назва)
41. вулиця Жовтневої Революції — Москалівська вулиця (історична назва)
42. в'їзд Жовтневої Революції — Москалівський в'їзд (історична назва)
43. Загорський провулок — Кедровий проїзд
44. вулиця Зеленського — вулиця Михайла Зеленіна
45. вулиця Іванова — вулиця Іванова (утворено назву, яка все одно підлягала перейменуванню, в подальшому була повторно перейменована Харківською ОДА)
46. проспект Ілліча — Новобаварський проспект
47. вулиця Ілліча — Чуйківська вулиця (історична назва)
48. провулок Ілліча — Осінній провулок
49. вулиця Калініна — вулиця Костянтина Калініна
50. в'їзд Калініна — в'їзд Костянтина Калініна
51. 2-й в'їзд Калініна — провулок Костянтина Калініна
52. вулиця Карла Лібкнехта — вулиця Ерліха
53. вулиця Карла Маркса — Благовіщенська вулиця (історична назва)
54. вулиця Кірова — Молочна вулиця (історична назва)
55. Кіровська вулиця — Середівська вулиця (історична назва)
56. провулок Коллонтай — Сливовий провулок
57. вулиця Командарма Корка — вулиця Леся Сердюка
58. Комсомольське шосе — Григорівське шосе (історична назва)
59. Комсомольська вулиця — вулиця Рєдіна
60. Комсомольський провулок — Маковий провулок
61. проспект Косіора — Олександрівський проспект
62. провулок Косіора — Корсиківський проїзд (історична назва)
63. вулиця Крупської — Самсонівська вулиця (історична назва)
64. набережна Крупської — Сабурівська набережна
65. вулиця Куйбишева — Рижівська вулиця (історична назва)
66. провулок Куйбишева — Рижівський провулок (історична назва)
67. Куусинська вулиця — вулиця Аверіна
68. вулиця Лазо — Ново-Віринська вулиця
69. вулиця Лафарга — Каунаська вулиця
70. провулок Лафарга — Каунаський провулок
71. проспект Леніна — проспект Науки
72. вулиця Леніна — Шатилівська вулиця
73. Ленінградська вулиця — Курилівська вулиця (історична назва)
74. Ленінградський в'їзд — Курилівський в'їзд (історична назва)
75. Ленінська вулиця — вулиця Лазаревича
76. вулиця Луначарського — вулиця Врубеля
77. вулиця Марселя Кашена — вулиця Каринської
78. вулиця Межлаука — вулиця Василя Мельникова
79. вулиця Мельникова — Куликівська вулиця (історична назва)
80. вулиця Менжинського — вулиця Гордона
81. вулиця Павлика Морозова — вулиця Академіка Волкова
82. вулиця Муранова — Озерянська вулиця
83. провулок Муранова — Озерянський провулок
84. вулиця Наріманова — вулиця Дудинської (утворено назву, яка підлягає перейменуванню відповідно до закону про деколонізацію)
85. вулиця Нехаєнка — Балашовський проїзд (утворено назву, яка пізніше була змінена відповідно до закону про деколонізацію)
86. Новокомсомольська вулиця — Берегова вулиця
87. вулиця Ногіна — Волосна вулиця (історична назва)
88. провулок Ногіна — Волосний провулок (історична назва)
89. провулок Ногіна — Лаврентіївський провулок (історична назва)
90. вулиця Окорокова — Гурзуфська вулиця (історична назва)
91. вулиця Ольмінського — Максиміліанівська вулиця (історична назва)
92. проспект Орджонікідзе — проспект Архітектора Альошина
93. вулиця Пархоменка — вулиця Академіка Підгорного
94. провулок Пархоменка — провулок Академіка Підгорного
95. узвіз Пасіонарії — Клочківський узвіз (історична назва)
96. вулиця Першої Кінної Армії — Гольдбергівська вулиця (утворено назву, яка має орфографічну помилку)
97. вулиця Петровського — вулиця Ярослава Мудрого
98. в'їзд Петровського — Тернопільський в'їзд
99. в'їзд Піонера — в'їзд Михайла Зеленіна
100. Піонерська вулиця — вулиця Дмитра Міллера
101. проспект Постишева — проспект Любові Малої
102. вулиця Примакова — Катерининська вулиця (історична назва)
103. Радянський мікрорайон — Георгіївський мікрорайон
104. Радянська вулиця — Раднянська вулиця (історична назва)
105. Радянський в'їзд — Раднянський в'їзд (історична назва)
106. Радянський провулок — Соборний провулок
107. 1-й Радянський провулок — 1-й Георгіївський провулок
108. 2-й Радянський провулок — 2-й Георгіївський провулок
109. Райкомівська вулиця — вулиця Юдіна
110. вулиця Раковського — вулиця Драгоманова
111. Ревкомівська вулиця — вулиця Семена Кузнеця
112. Ревкомівський провулок — провулок Семена Кузнеця
113. провулок Революції — Прохолодний провулок
114. вулиця Революції — Куликівський узвіз (історична назва)
115. майдан Руднєва — майдан Героїв Небесної Сотні
116. вулиця Руднєва — вулиця Євгена Плужника
117. провулок Руднєва — провулок Євгена Плужника
118. в'їзд Руднєва — в'їзд Євгена Плужника
119. Саммерівський провулок — провулок Людмили Гурченко
120. провулок Свердлова — Рубанівський провулок (історична назва)
121. провулок Селявкіна — Пушкарівський провулок (історична назва)
122. вулиця Сербиченка — вулиця Семка
123. вулиця Серп і Молот — Сабурівська вулиця
124. провулок Серп і Молот — Сабурівський провулок
125. в'їзд Сіверса — в'їзд Срезневського
126. Сіверська вулиця — вулиця Срезневського
127. вулиця Сімнадцятого Партз'їзду — вулиця Северина Потоцького
128. провулок Сімнадцятого Партз'їзду — провулок Северина Потоцького
129. вулиця Петра Слинька — Жасминовий бульвар
130. вулиця Спартака — вулиця Спартака (утворено назву, яка пізніше була змінена відповідно до закону про деколонізацію)
131. Спартаківський провулок — Спартаківський провулок (утворено назву, яка пізніше була змінена відповідно до закону про деколонізацію)
132. вулиця Олени Стасової — вулиця Раєвської
133. провулок Свердлова — Рубанівський провулок
134. Тарханівський провулок — Причепилівський провулок (історична назва)
135. вулиця Тельмана — вулиця Баркалова
136. в'їзд Тельмана — Гончарний провулок
137. вулиця Третього Інтернаціоналу — вулиця Генерала Момота
138. вулиця Тухачевського — вулиця Душкіна
139. вулиця Уборевича — вулиця Бучми
140. вулиця Урицького — Воскресенська вулиця (історична назва)
141. провулок Урицького — Воскресенський провулок (історична назва)
142. вулиця Фабріціуса — Грушева вулиця
143. проспект Фрунзе — Індустріальний проспект
144. в'їзд Фрунзе — Індустріальний в'їзд
145. частина вулиці Фрунзе — вулиця Багалія
146. частина вулиці Фрунзе та Червонопрапорної вулиці — вулиця Кирпичова
147. вулиця Фурманова — Шацька вулиця (історична назва)
148. в'їзд Фурманова — Шацький в'їзд (історична назва)
149. вулиця Цюрюпи — вулиця Грушевського
150. вулиця Чапаєва — Кавалерійська вулиця (історична назва)
151. в'їзд Чапаєва — Мороховецький провулок (історична назва)
152. набережна Чапаєва — Мороховецька набережна (історична назва)
153. вулиця Червоних Старшин — Новохатська вулиця (історична назва)
154. Червоноармійська вулиця — вулиця Конарєва (утворено назву, яка все одно підлягала перейменуванню, в подальшому була повторно перейменована Харківською ОДА)
155. Червоноармійський провулок — Затишнянський провулок
156. Червоноармійський в'їзд — провулок Аверіна
157. вулиця Червоного Козацтва — Козацька вулиця (історична назва)
158. вулиця Червоного Міліціонера — Верещаківський проїзд
159. вулиця Червоного Жовтня — вулиця Гулака-Артемовського
160. вулиця Червоної Зірки — вулиця Пильчикова
161. Червоножовтнева вулиця — Конторська вулиця (історична назва)
162. Червонозірська вулиця — вулиця Академіка Погорєлова
163. Червонопартизанська вулиця — вулиця Крушельницького
164. Червонопартизанський провулок — провулок Крушельницького
165. Червонопартизанський проїзд — проїзд Крушельницького
166. Червонопрапорна вулиця — вулиця Мистецтв
167. Червонопрапорний провулок — Каплунівський провулок (історична назва)
168. Черновостудентський в'їзд — Толкачівський в'їзд
169. Червоностудентський провулок — Ново-Толкачівський провулок
170. Червонофлотська вулиця — Корабельна вулиця
171. вулиця Чубаря — Садова вулиця (історична назва)
172. вулиця Шаумяна — Камишова вулиця (утворено назву, яка не відповідає стандартам української мови)
173. вулиця Щербакова — вулиця Михайла Водяного
174. вулиця Щорса — вулиця Марка Бернеса
175. в'їзд Щорса — Леб'яжий в'їзд
176. вулиця Юного Ленінця — Роз'їзний провулок
177. вулиця Якіра — Тюрінська вулиця (історична назва)

### 2 лютого 2016 року
1. вулиця Анрі Барбюса — вулиця Юри Зойфера
2. Бауманська вулиця — вулиця Михайла Петренка
3. вулиця Галана — Літературна вулиця
4. вулиця Дацька — вулиця Михайла Шрамка
5. Дніпропетровська вулиця — вулиця Дмитра Вишневецького
6. Дніпропетровський провулок — провулок Дмитра Вишневецького
7. Дніпропетровський проїзд — проїзд Дмитра Вишневецького
8. вулиця Желєзнякова — Велика Жихорська вулиця
9. в'їзд Желєзнякова — Жихорський в'їзд
10. вулиця Заводу Комсомолець — Букова вулиця
11. Калінінградська вулиця — Мотронінська вулиця (утворено назву, яка пізніше була змінена відповідно до закону про деколонізацію)
12. Калінінградський провулок — Мотронінський провулок (утворено назву, яка пізніше була змінена відповідно до закону про деколонізацію)
13. вулиця Кіквідзе — вулиця Володимира Сосюри
14. провулок Кіквідзе — провулок Володимира Сосюри
15. вулиця Корчагінців — вулиця Амосова
16. вулиця Котлова — Велика Панасівська вулиця (історична назва)
17. вулиця Котовського — Мар'ївська вулиця (історична назва)
18. в'їзд Котовського — Мар'ївський в'їзд (історична назва)
19. провулок Котовського — Никонівський провулок (історична назва)
20. вулиця Красіна — вулиця Манізера
21. Краснодонська вулиця — Карташівська вулиця (історична назва)
22. Краснодонський провулок — Карташівський провулок (історична назва)
23. вулиця Крейсера Аврора — вулиця Петра Тронька
24. провулок Крейсера Аврора — провулок Петра Тронька
25. вулиця Кривомазова — вулиця Миколи Бажана
26. провулок Кривомазова — проїзд Достоєвського (утворено назву, яка пізніше була змінена відповідно до закону про деколонізацію)
27. вулиця Кубасова — Андріївська вулиця (історична назва)
28. в'їзд Івана Кулика — провулок Юрія Кондратюка
29. вулиця Латиських Червоних Стрільців — вулиця Латиських Стрільців (утворено назву, яка все одно підлягала перейменуванню, в подальшому була повторно перейменована Харківською ОДА)
30. Новопролетарська вулиця — приєднано до Мереф'янського шосе
31. провулок Островського — Семенівський провулок (історична назва)
32. в'їзд Островського — провулок Стельмаха
33. вулиця Потапенка — вулиця Івана Багмута
34. Правдинська вулиця — вулиця Старий Куток (історична назва)
35. Пролетарська вулиця — Святодухівська вулиця (історична назва)
36. Пролетарський майдан — Сергіївський майдан (історична назва)
37. Пролетарський узвіз — Тюрінський узвіз (історична назва)
38. Пролетарський провулок — провулок Тетяни Устинової
39. Раднаркомівська вулиця — вулиця Жон Мироносиць
40. вулиця Скорохода — Терихівська вулиця (історична назва)
41. вулиця Соколова — Соколовська вулиця (історична назва)
42. вулиця Стаханова — Щоголівська вулиця (історична назва)
43. в'їзд Тевелєва — в'їзд Івана Зарудного
44. вулиця Тевелєва — вулиця Івана Зарудного
45. провулок Тевелєва — провулок Івана Зарудного
46. вулиця Тінякова — вулиця Ігоря Муратова
47. 1-й Тіняковський провулок — 1-й провулок Ігоря Муратова
48. 2-й Тіняковський провулок — 2-й провулок Ігоря Муратова

### 17 травня 2016 року
1. Жовтневий гідропарк — Удянський гідропарк
2. вулиця Богунського — вулиця Павла Скоропадського
3. провулок Богунського — провулок Олександра Натієва
4. в'їзд Ванди Василевської — Старшинський в'їзд
5. вулиця Ванди Василевської — Гетьманська вулиця
6. провулок Ванди Василевської — Січовий провулок
7. вулиця Ганни — вулиця Миколи Міхновського
8. вулиця Роберта Ейдемана — вулиця Руслана Плоходька
9. вулиця Іванова — вулиця Свободи
10. вулиця Микити Ізотова — Порічкова вулиця
11. вулиця Клапцова — вулиця Петра Болбочана
12. вулиця Козлова — Житомирська вулиця
13. Колгоспна вулиця — Фермерська вулиця
14. Колгоспний в'їзд — Сільський в'їзд
15. Колгоспний в'їзд — Затишний в'їзд
16. вулиця Комуни — Республіканська вулиця
17. вулиця Конарєва — вулиця Євгена Котляра
18. Культкомівський провулок — провулок Миколи Алексіна
19. Культкомівський в'їзд — в'їзд Володимира Рідченка
20. вулиця Латиських Стрільців — вулиця Січових Стрільців
21. вулиця Павла Лебедєва — вулиця В'ячеслава Чорновола
22. проспект Маршала Жукова — проспект Петра Григоренка
23. вулиця Минайленка — вулиця Юрія Паращука
24. майдан Міліціонера — майдан Національної Гвардії
25. вулиця Міліціонера — Гідропаркова вулиця
26. проїзд Міліціонера — Гранівський проїзд
27. вулиця Островського — Яснополянська вулиця
28. вулиця Паризької Комуни — вулиця Генерала Удовиченка
29. вулиця Першої Маївки — Копиловська вулиця (історична назва)
30. провулок Першої Маївки — Копиловський провулок (історична назва)
31. майдан Повстання — майдан Захисників України
32. провулок Повстання — Кінний провулок (історична назва)
33. Посівкомівська вулиця — Господарська вулиця
34. проспект Правди — проспект Незалежності
35. вулиця Профінтерну — вулиця Івана Багряного
36. Радгоспна вулиця — вулиця Івана Піддубного
37. Радгоспний провулок — провулок Олександра Бабкіна
38. Соціалістична вулиця — Волонтерська вулиця
39. Соціалістичний в'їзд — в'їзд Миколи Топчія
40. Соціалістичний провулок — провулок Володимира Усенка
41. Союзна вулиця — Освітянська вулиця
42. Союзний провулок — провулок Симиренків
43. вулиця Столєтова — вулиця Артема Веделя
44. вулиця Тимурівців — вулиця Владислава Зубенка
45. вулиця Тореза — вулиця Юрія Лавриненка
46. вулиця Олександра Ульянова — вулиця Миколи Манойла
47. Червонобаварська вулиця — вулиця Євгена Решетникова
48. вулиця Червоного Льотчика — вулиця Юрія Шевельова
49. Червоноселищна вулиця — Миронівська вулиця
50. Червоношкільна набережна — Гімназійна набережна (історична назва)
51. Червоношляховий провулок — Оксамитовий провулок
52. вулиця Чернікова — вулиця Івана Кобзи
53. вулиця Шліхтера — вулиця Юрія Кнорозова

### 14 вересня 2016 року
1. Механізаторська вулиця — вулиця Василя Стуса

### 28 листопада 2018 року
1. сквер Руднєва — сквер Героїв Небесної Сотні
2. Красноармійський сквер — Суддівський сквер
3. сквер Руднєва — Михайлівський сквер

### 27 лютого 2019 року
1. частина Конторської вулиці — вулиця Валерія Петросова
2. вулиця Халтуріна — вулиця Ахієзерів

### 11 травня 2022 року[44]
1. Московський проспект — проспект Героїв Харкова
2. Білгородське шосе — Харківське шосе
3. Білгородський узвіз — вулиця Героїв Рятувальників

### 28 лютого 2023 року
1. Брянський провулок — Холодноярська вулиця
2. вулиця Івана Сусаніна — Каяльська вулиця
3. провулок Івана Сусаніна — Студеноцький провулок
4. Кабардинська вулиця — вулиця Лісової пісні
5. Маломосковська вулиця — вулиця Козацької Слави
6. Московська вулиця — Ірпінська вулиця
7. Московський в'їзд — Волноваський в'їзд
8. Новомосковська вулиця — вулиця Червоної Калини
9. Північнокавказька вулиця — Гостомельська вулиця
10. Північнокавказький в'їзд — Бучанський в'їзд
11. вулиця Революції 1905 року — Кузінська вулиця (історична назва)
12. узвіз Революції 1905 року — Кузінський узвіз (історична назва)
13. Рязанська вулиця — Ірининська вулиця (історична назва)
14. Середньоуральська вулиця — Пушкарна вулиця
15. Середньоуральський провулок — Пушкарний провулок
16. Середньоуральський в'їзд — Пушкарний в'їзд
17. Старомосковський провулок — Тероборонівська вулиця
18. вулиця Челюскінців — Петропавлівська вулиця (історична назва)

### 13 червня 2023 року
1. вулиця Броненосця «Потьомкіна» — вулиця Олега Громадського
2. Державінська вулиця — вулиця Дмитра Коцюбайла
3. сквер Дружби України та Росії — сквер Тепловиків
4. безіменний сквер на Конторській вулиці — сквер Влади Черних
5. Плеханівська вулиця — вулиця Георгія Тарасенка

### 18 серпня 2023 року
1. вулиця Конєва — Гончарівський бульвар (історична назва)
2. Луб'янська вулиця — Лубенська вулиця
3. вулиця Маршала Бажанова — Чорноглазівська вулиця (історична назва)
4. вулиця Маяковського — вулиця Миколи Хвильового
5. вулиця Молодої Гвардії — вулиця Добровольців
6. Оренбурзька вулиця — вулиця Братів Гипіків
7. Петрашівський провулок — провулок Петра Франка
8. Плеханівський провулок — Петинський провулок (історична назва)
9. Циліноградська вулиця — вулиця Мирослава Мисли
10. провулок Халтуріна — провулок Академіка Померанчука

### 22 листопада 2023 року
1. Абаканська вулиця — Канівська вулиця
2. Абаканський провулок — Канівський провулок
3. Адиґейська вулиця — вулиця Євгена Храпка
4. Борисоглібська вулиця — Чигиринська вулиця
5. проспект Героїв Сталінграда — проспект Байрона (історична назва)
6. Забайкальська вулиця — вулиця Леонтовича
7. Забайкальський провулок — провулок Щедрика
8. Інтернаціональна вулиця — Білоцерківська вулиця
9. Інтернаціональний в'їзд — Сотенний в'їзд
10. Інтернаціональний провулок — Полковницький провулок
11. в'їзд Марата — Полуничний в'їзд
12. Мінська вулиця — вулиця Дмитра Антоненка
13. Моршанська вулиця — Моршинська вулиця
14. Моршанський провулок — Гадяцький провулок
15. Мурманська вулиця — Затишна вулиця
16. Новосибірська вулиця — Хортицька вулиця
17. вулиця Олександра Невського — Заїківська вулиця (історична назва)
18. вулиця Перовської — вулиця Липовий Гай
19. провулок Росинського — провулок Пилипа Орлика
20. в'їзд Росинського — в'їзд Івана Виговського
21. Саранський в'їзд — Задунайський в'їзд
22. частина Томської вулиці — вулиця Володимира Сосюри
23. частина Томської вулиці — Прилуцька вулиця
24. Томський провулок — Прилуцький провулок
25. Хабаровська вулиця — Глухівська вулиця
26. вулиця Чкалова — вулиця Вадима Манька

### 29 грудня 2023 року
1. вулиця Балакірєва — вулиця Станіслава Партали

### 26 січня 2024 року
1. Адиґейський провулок — провулок Олега Гуцола
2. Ангарський провулок — провулок Вільного Козацтва
3. Байкальський провулок — Селищний провулок
4. Балашовський провулок — провулок Івана Лєщєнкова
5. Бородинівська вулиця — вулиця Юрія Пояркова
6. Верхнєудінський провулок — Молдавський провулок
7. Виборзький провулок — Глагольївський провулок (історична назва)
8. Внуківський провулок — Михайличенківський провулок
9. Волоколамський провулок — провулок Капусник (історична назва)
10. Готнянський провулок — Медовий провулок
11. Готнянський в'їзд — Панський в'їзд
12. Дагестанська вулиця — Синевирська вулиця
13. Калузький провулок — Калуський провулок
14. Кокчетавська вулиця — вулиця Сотника Костюченка
15. вулиця Короленка — Миколаївська вулиця (історична назва)
16. Коломенська вулиця — вулиця Професора Отамановського
17. Красноводський провулок — провулок Коханки (історична назва)
18. вулиця Курбаса — Кролевецька вулиця
19. Курський провулок — Кашинський провулок
20. Можайська вулиця — Замостянська вулиця (історична назва)
21. вулиця Ніколаєва — Олешківська вулиця
22. провулок Ніколаєва — Олешківський провулок
23. Омська вулиця — Бахмутська вулиця
24. Омський в'їзд — Авдіївський в'їзд
25. 1-й Омський в'їзд — Дружківський в'їзд
26. 1-й Омський провулок — Соледарський провулок
27. 2-й Омський в'їзд — Торецький в'їзд
28. 2-й Омський провулок — Вугледарський провулок
29. Осетинський провулок — Яворівський провулок
30. Осетинський проїзд — Ковельський проїзд
31. Охотська вулиця — Косолапівська вулиця
32. Охтинська вулиця — Заповідна вулиця
33. Охтинський провулок — Купальський провулок
34. Пушкінська вулиця — вулиця Григорія Сковороди
35. Пермський провулок — Луцький провулок
36. майдан Першого Травня — майдан Іподрому (історична назва)
37. вулиця Першого Травня — Лицарська вулиця
38. в'їзд Першого Травня — в'їзд Реєстровців
39. Першотравневий провулок — Святогірський провулок
40. вулиця Пожарського — вулиця Комунальників
41. провулок Помяловського — Божківський провулок (історична назва)
42. Приамурська вулиця — Таврійська вулиця
43. Приамурський в'їзд — Бахчисарайський в'їзд
44. 1-й Приамурський провулок — Судакський провулок
45. 2-й Приамурський провулок — Інкерманський провулок
46. Псковська вулиця — Трускавецька вулиця
47. вулиця Робесп'єра — Рівненська вулиця
48. провулок Робесп'єра — Верховинський провулок
49. вулиця Ромена Роллана — вулиця Леся Курбаса
50. Самарська вулиця — Семикінська вулиця
51. Смоленська вулиця — Мукачівська вулиця
52. Смоленський провулок — Гуцульський провулок
53. Сочинська вулиця — Січеславська вулиця
54. Тверська вулиця — Сарматська вулиця
55. Удмуртська вулиця — Горіхова вулиця
56. Удмуртський провулок — Черешневий провулок
57. Унецький провулок — Комерційний провулок
58. Уральска вулиця — вулиця Івана Щоголєва
59. вулиця Фіґнер — Кімерійська вулиця
60. вулиця Хабарова — Хладопромівська вулиця
61. Хабаровський провулок — Компанійський провулок
62. провулок Чкалова — провулок Сергія Пархоменка
63. вулиця Черепанових — Сірохінська вулиця
64. Щигрівська вулиця — Скіфська вулиця

### 29 березня 2024 року
1. Алтайський провулок — Вітряний провулок
2. Байкальська вулиця — Сніжна вулиця
3. вулиця Бакуліна — вулиця Євгенія Єніна
4. Біломорська вулиця — Фінська вулиця
5. Владивостоцька вулиця — Шведська вулиця
6. Владивостоцький провулок — Скандинавський провулок
7. Владивостоцький в'їзд — Лірницький в'їзд
8. Ельбруський провулок — Буковельський провулок
9. Єльнінський провулок — Барвистий провулок
10. Іжевська вулиця — Цукрова вулиця
11. Іжевський провулок — Заможний провулок
12. Іртиська вулиця — Мерлинська вулиця
13. Іртиський провулок — Чепельський провулок
14. Кольський провулок — провулок Червоної Рути
15. Красноуральська вулиця — Низинна вулиця
16. Кронштадська вулиця — Литовська вулиця
17. Кронштадський провулок — Чумацький провулок
18. в'їзд Трінклера — провулок Глісада Джуса

### 29 квітня 2024 року
1. Аерофлотська вулиця — вулиця Антонова
2. провулок Аксакова — Опішнянський провулок
3. провулок Аляб'єва — Морозівський провулок (історична назва)
4. Амурська вулиця — вулиця Олександра Подольського
5. Амурський провулок — Діловий провулок
6. Анадирська вулиця — Успішна вулиця
7. Анадирський провулок — Кіндрашівський провулок
8. Анапська вулиця — Ай-Петринська вулиця
9. Ангарська вулиця — Несторівська вулиця
10. вулиця Антокольського — Міністерська вулиця
11. Архангельска вулиця — вулиця Харитоненків
12. Архангельський в'їзд — Наталівський в'їзд
13. Архангельський провулок — Пархомівський провулок
14. Астраханська вулиця — Хотинська вулиця
15. в'їзд Багратіона — Галицький в'їзд
16. вулиця Багратіона — вулиця Василя Вишиваного
17. провулок Багратіона — Крутянський провулок
18. провулок Бажова — Фороський провулок
19. вулиця Бакуніна — Багата вулиця
20. в'їзд Балакірєва — Лікарський в'їзд
21. провулок Балакірєва — провулок Ігоря Остаповича
22. Балашовська вулиця — Вузлова вулиця
23. Балашовський проїзд — проїзд Афанасія Фірсова
24. Барнаульська вулиця — вулиця Надії Суровцевої
25. Батайська вулиця — Попаснянська вулиця
26. Батайський провулок — Кадіївський провулок
27. Башкирська вулиця — вулиця Злагоди
28. Башкирський провулок — Лазуровий провулок
29. в'їзд Бестужева — Казантипський в'їзд
30. вулиця Бестужева — Ковалівська вулиця
31. провулок Бестужева — Безтужний провулок
32. вулиця Бєлінського — Билинна вулиця
33. провулок Бєлінського — Старовинний провулок
34. Білогорська вулиця — вулиця Олександра Чабана
35. 2-й Біробіджанський проїзд — 2-й Баштанівський проїзд
36. 3-й Біробіджанський проїзд — 3-й Баштанівський проїзд
37. 4-й Біробіджанський проїзд — 4-й Баштанівський проїзд
38. вулиця Бориса Ромашова — Сатирична вулиця
39. вулиця Борзенка — вулиця Всеволода Татькова
40. вулиця Бородіна — Фортечна вулиця
41. в'їзд Боткіна — Косачівський в'їзд
42. провулок Боткіна — провулок Олени Пчілки
43. вулиця Брюсова — Залиманська вулиця
44. Бугурусланський провулок — Мжанський провулок
45. Бурлацький провулок — Солом'яний провулок
46. Бутлерівська вулиця — Шестаківська вулиця
47. вулиця Вавилова — вулиця Гаспринського
48. Валдайська вулиця — вулиця Павла Тичини
49. Валдайський провулок — Сигнальний провулок
50. Варламівський провулок — Мальвовий провулок
51. 1-й провулок Васнецова — Лавандовий провулок
52. 2-й провулок Васнецова — Фіалковий провулок
53. вулиця Васнецова — вулиця Всеволода Нестайка
54. проїзд Васнецова — Бердичівський проїзд
55. вулиця Ватутіна — Лизогубівська вулиця
56. провулок Ватутіна — Лизогубівський провулок
57. вулиця Верещагіна — вулиця Мирослава Скорика
58. Верхнєудінська вулиця — вулиця Олега Овсієнка
59. Верхоянська вулиця — Морозна вулиця
60. Вешенська вулиця — Базавлуцька вулиця
61. Вешенський в'їзд — Домашній в'їзд
62. Вешенський провулок — Кодацький провулок
63. Волгодонський провулок — Персиковий провулок
64. Вологодська вулиця — Британська вулиця
65. Вологодський в'їзд — Шотландський в'їзд
66. 2-й Вологодський в'їзд — Бристольський в'їзд
67. Вологодський провулок — Англійський провулок
68. Волочаївська вулиця — Інгулецька вулиця
69. Волховська вулиця — вулиця Володимира Івасюка
70. провулок Воробйова — Скрипниківський узвіз (історична назва)
71. вулиця Вороніхіна — вулиця Міцкевича
72. провулок Вороніхіна — Поетичний провулок
73. Вятська вулиця — Світязька вулиця
74. вулиця Галини Нікітіної — Диканьська вулиця
75. вулиця Гастелло — вулиця Олексія Найкова
76. провулок Герцена — Комарівський провулок
77. провулок Глазунова — Колоритний провулок
78. вулиця Глінки — Ліцейська вулиця
79. вулиця Городовикова — Черняхівська вулиця
80. 1-й провулок Горького — Кишинівський провулок
81. 2-й провулок Горького — Краківський провулок
82. в'їзд Горького — Творчий в'їзд
83. вулиця Горького — Пеньківська вулиця
84. в'їзд Грибоєдова — Консульський в'їзд
85. вулиця Грибоєдова — Посольська вулиця
86. провулок Грибоєдова — Дипломатичний провулок
87. Грозненська вулиця — Болградська вулиця
88. Гур'євська вулиця — Канадська вулиця
89. Гур'євський провулок — Канадський провулок
90. Гур'євський проїзд — Канадський проїзд
91. в'їзд Даргомижського — в'їзд Енді Ворхола
92. вулиця Даргомижського — Лекторська вулиця
93. Дагестанський провулок — Бориславський провулок
94. Далекосхідний провулок — провулок Бандуристів
95. Дар'яльська вулиця — Янівська вулиця
96. Двінська вулиця — Шипшинова вулиця
97. Двінський в'їзд — Шафрановий в'їзд
98. Двінський провулок — Чорничний провулок
99. вулиця Декабристів — Чистоводівська вулиця
100. вулиця Дем'яна Бєдного — Богуславська вулиця
101. Дербентська вулиця — вулиця Доброчинців
102. Дербентський провулок — Челебіївський провулок
103. Дивногірський провулок — провулок Яблонської
104. вулиця Дмітрія Донського — вулиця Карпенка-Карого
105. вулиця Добролюбова — вулиця Олександри Єфименко
106. 1-й проїзд Докучаєва — Ґрунтовий проїзд
107. в'їзд Докучаєва — Родючий в'їзд
108. провулок Докучаєва — Василівський провулок
109. Донський провулок — Математичний провулок
110. 1 в'їзд Достоєвського — Бетонний в'їзд
111. в'їзд Достоєвського — Каменярський в'їзд
112. вулиця Достоєвського — Силікатна вулиця
113. проїзд Достоєвського — Цегляний проїзд
114. вулиця Дунаєвського, провулок Дунаєвського — вулиця Лятошинського
115. проїзд Дунаєвського — Мелодійний проїзд
116. 1-й Евенський провулок — Арсеніївський провулок
117. 2-й Евенський провулок — Савинський провулок
118. Єйський провулок — Оркестровий провулок
119. Єлецький провулок — Місхорський провулок
120. Єнісейська вулиця — Ворсклинська вулиця
121. Желєзноводська вулиця — Ямпільська вулиця
122. провулок Желябова — провулок Милосердя
123. Жигулівський провулок — Сталевий провулок
124. 1-й в'їзд Жилярді — в'їзд Архітектора Естровича
125. 2-й в'їзд Жилярді — в'їзд Архітектора Васильєва
126. 3-й в'їзд Жилярді — в'їзд Архітектора Ловцова
127. в'їзд Жилярді — в'їзд Архітектора Тона
128. вулиця Жилярді — вулиця Архітектора Гінзбурга
129. вулиця Жуковського — вулиця Нарбута
130. Зеленоградська вулиця — вулиця Запорожців
131. Зеленоградський в'їзд — Отаманський в'їзд
132. Зеленоградський провулок — Мостовий провулок
133. Зеленодільська вулиця — Іспанська вулиця
134. 1-й Зеленодільський проїзд — Барселонський проїзд
135. 2-й Зеленодольський проїзд — Португальський проїзд
136. 3-й Зеленодільський проїзд — проїзд Порту
137. 5-й Зеленодільський проїзд — Ірландський проїзд
138. 6-й Зеленодільський проїзд — Дублінський проїзд
139. Зеленодільський в'їзд — Мадридський в'їзд
140. Ільменська вулиця — Звягельська вулиця
141. Калузька вулиця — Норвезька вулиця
142. провулок Каляєва — Вітрильний провулок
143. Камська вулиця — вулиця Олега Адамовського
144. провулок Каракозова — Посадський провулок
145. в'їзд Карамзіна — Славетний в'їзд
146. вулиця Карамзіна — Славетна вулиця
147. провулок Карбишева — провулок Євгена Чикаленка
148. Касимівський в'їзд — в'їзд Добробуту
149. Каширська вулиця — вулиця Георгія Цапка
150. вулиця Кашуби — вулиця Олександра Лавренка
151. Кемеровська вулиця — Брюссельська вулиця
152. вулиця Кибальчича — вулиця Іллі Коваля
153. Кисловодська вулиця — вулиця Сергія Пономаренка
154. Кисловодський провулок — Героїчний провулок
155. Кіпренський провулок — Косівський провулок
156. Клинська вулиця — вулиця Валерія Дейнеки
157. вулиця Клочкова — Немирівська вулиця
158. провулок Клочкова — Стрийський провулок
159. Костромська вулиця — Дрогобицька вулиця
160. Костромський провулок — Дрогобицький провулок
161. Котласька вулиця — Лазурна вулиця
162. 1-й Котласький проїзд — 1-й Лазурний проїзд
163. 2-й Котласький проїзд — 2-й Лазурний проїзд
164. вулиця Кошового — вулиця Малевича
165. провулок Кошового — Казковий провулок
166. Краснодарська вулиця — вулиця Єдності
167. Краснодарський провулок — Чайний провулок
168. 2-й Краснодарський провулок — Чорногорський провулок
169. Краснодарський проїзд — Хорватський проїзд
170. Красноярська вулиця — вулиця Ценковського
171. Красноярський провулок — провулок Юрія Вороного
172. 1-й в'їзд Крилова — Білозерський в'їзд
173. 2-й в'їзд Крилова — Білогрудівський в'їзд
174. в'їзд Крилова — Вечірній в'їзд
175. вулиця Крилова — вулиця Арехологів
176. провулок Крилова — Шаруканський провулок
177. провулок Кулібіна — Кудрявський провулок
178. Культкомівська вулиця — приєднано до Баварської вулиці
179. Курська вулиця — вулиця Карякін Сад
180. Кустанайська вулиця — Костанайська вулиця
181. Кутузівська вулиця — вулиця Ейнштейна
182. Ладозький провулок — Куяльницький провулок
183. вулиця Лебедєва-Кумача — вулиця Михайла Вербицького
184. вулиця Лейтенанта Шмідта — Богатирська вулиця
185. вулиця Лізи Чайкіної — Яготинська вулиця
186. провулок Лізи Чайкіної — Яготинський провулок
187. Липецька вулиця — Бортницька вулиця
188. в'їзд Ломоносова — Старосільський в'їзд
189. вулиця Ломоносва — Лірична вулиця
190. провулок Ломоносова — Старосільський провулок
191. Льговська вулиця — Шидловська вулиця
192. Магаданська вулиця — Ізмаїльська вулиця
193. Магнітогорська вулиця — Горбачівська вулиця (історична назва)
194. в'їзд Майкова — в'їзд Чорнобривців
195. Майкопська вулиця — Чеська вулиця
196. Майкопський провулок — Празький провулок
197. провулок Маковського — Шавлієвий провулок
198. вулиця Маліновського — Зброярська вулиця (історична назва)
199. 1-й в'їзд Маршака — Екзотичний в'їзд
200. 2-й в'їзд Маршака — Курінний в'їзд
201. вулиця Маршака — вулиця Івана Богуна
202. провулок Маршака — провулок Максима Кривоноса
203. вулиця Маршала Батицького — Глобинська вулиця
204. вулиця Матросова — вулиця Олександра Орлова
205. вулиця Менделєєва — Навчальна вулиця
206. Мінераловодська вулиця — Мінераловодна вулиця
207. вулиця Мініна — Люблінська вулиця
208. в'їзд Мічуріна — в'їзд Гетьмана Полуботка
209. вулиця Мічуріна — Весільна вулиця
210. набережна Мічуріна — Лихонінська набережна (історична назва)
211. провулок Мічуріна — провулок Енеїди
212. Молодогвардійська вулиця — Апостольська вулиця
213. провулок Москвіна — Ровеньківський провулок
214. Мотронінська вулиця — вулиця Марії Заньковецької
215. Мотронінський провулок — провулок Тобілевичів
216. вулиця Муравйова — Анютинська вулиця (історична назва)
217. Муромська вулиця — вулиця Метлинського
218. Муромський провулок — провулок Леоніда Глібова
219. Муромський проїзд — Байкарський проїзд
220. провулок Мусоргського — Композиторський провулок
221. Нанайський провулок — Імбирний провулок
222. Нарофомінська вулиця — Щекавицька вулиця
223. вулиця Нахімова — Скаутська вулиця
224. провулок Нахімова — Скаутський провулок
225. Невельська вулиця — вулиця Володимира Вакуленка
226. Невельський провулок — Капитолівський провулок
227. Невельський проїзд — Книжний проїзд
228. вулиця Нестерова — Повітряна вулиця
229. Нижегородська вулиця — Письменницька вулиця
230. Новгородська вулиця — Європейська вулиця
231. Новопрудна вулиця — вулиця Генріха Алтуняна
232. Новоросійський провулок — Лановий провулок
233. Новочеркаська вулиця — вулиця Родини Кенігів
234. Новочеркаський провулок — Леопольдівський провулок
235. Обоянська вулиця — Вантажна вулиця
236. Овражна вулиця — Яружна вулиця
237. Овражний провулок — Яружний провулок
238. Огарівська вулиця — вулиця Олександра Чуба
239. Омелянівський провулок — Братиславський провулок
240. Онезька вулиця — Тетерівська вулиця
241. Орловська вулиця — Пшенична вулиця
242. 1-й Орловський проїзд — Злаковий проїзд
243. 2-й Орловський проїзд — Просяний проїзд
244. Орловський провулок — Коровайний провулок
245. Орська вулиця — вулиця Праведників
246. 1-й Орський провулок — Мозаїчний провулок
247. 2-й Орський провулок — Вольовий провулок
248. Осетинська вулиця — Варсавинська вулиця
249. вулиця Отто Шмідта — Шпігелівська вулиця
250. провулок Отто Шмідта — Баронський провулок
251. вулиця Панфілівців — Карлівська вулиця
252. Пермська вулиця — Львівська вулиця
253. вулиця Пестеля — Донузлавська вулиця
254. вулиця Петра Алексєєва — вулиця Олександра Громека
255. Петрозаводська вулиця — Естонська вулиця
256. Петрозаводський провулок — Таллінський провулок
257. вулиця Пєшкова — вулиця Тараса Редькіна
258. вулиця Писарєва — Танцювальна вулиця
259. вулиця Писемського — Генуезька вулиця
260. провулок Писемського — Тосканський провулок
261. вулиця Полежаєва — Візерункова вулиця
262. провулок Ползунова — провулок Бойчукістів
263. Поморська вулиця — вулиця Обрій
264. провулок Попова — Журавлиний провулок
265. Пулковська вулиця — Солов'їна вулиця
266. Пулковська набережна — Романтична набережна
267. Пулковський провулок — Співочий провулок
268. вулиця Пушкіна — Рибальська вулиця
269. Пушкінський в'їзд — Німецький в'їзд (історична назва)
270. П'ятигорський провулок — провулок Сергія Єфремова
271. вулиця Радищева — Боярська вулиця
272. вулиця Разіна — Княжа вулиця
273. вулиця Раскової — Радісна вулиця
274. Ржевський провулок — Життєрадісний провулок
275. Робкорівська вулиця — вулиця Журналістів
276. Робкорівський провулок — Робітничий провулок
277. Родникова вулиця — вулиця Яни Червоної
278. вулиця Ромашкіна — вулиця Мрії
279. Ростовська вулиця — вулиця Юрія Савчина
280. вулиця Салтикова-Щедріна — Воронівська вулиця
281. Саратовська вулиця — Друкарська вулиця
282. Саратовський в'їзд — Смерековий в'їзд
283. Сахалінська вулиця — Самоцвітна вулиця
284. вулиця Семена Челюскіна — Енергодарська вулиця
285. вулиця Сенявіна — вулиця Сокальських
286. вулиця Серафімовича — вулиця Захара Беркута
287. провулок Серафимовича — Ясинуватський провулок
288. Сестрорецький провулок — Міцний провулок
289. вулиця Сеченова — вулиця Шопена
290. провулок Сєдова — Березовий провулок
291. Сибірська вулиця — Поліська вулиця
292. Сибірський провулок — Барбарисовий провулок
293. вулиця Сидора Ковпака — вулиця Максима Рильського
294. Сизранський провулок — Хоревицький провулок
295. Сількорівський провулок — провулок Михайла Бойчука
296. Скобелевська вулиця — Державна вулиця
297. Смольна вулиця — вулиця Тараса Бобанича
298. вулиця Спартака — вулиця Ґарета Джонса
299. Спартаківський провулок — Ярмарковий провулок
300. провулок Станіславського — Станіславський провулок
301. в'їзд Суворова — Портретний в'їзд
302. вулиця Суворова — вулиця Татліна
303. проїзд Суворова — Пейзажний проїзд
304. провулок Сурикова — Караїмський провулок
305. Таганська вулиця — Женевська вулиця
306. 1-й Таганський провулок — Гаазький провулок
307. 2-й Таганський провулок — Нюрнберзький провулок
308. 3-й Таганський провулок — Альпійський провулок
309. Таганський провулок — Мариборзький провулок
310. Тагільська вулиця — Ожинова вулиця
311. Тагільський провулок — Росистий провулок
312. Таймирська вулиця — Бельбецька вулиця
313. провулок Танєєва — Нотний провулок
314. вулиця Танкопія — вулиця Каденюка
315. провулок Танкопія — Графський провулок
316. в'їзд Тімірязєва — Мар'янівський в'їзд
317. вулиця Тімірязєва — вулиця Академіка Грищенка
318. провулок Тімірязєва — Теплий провулок
319. вулиця Тітова — Атлетична вулиця
320. Тобольська вулиця — вулиця Вартових Неба
321. вулиця Толстого — Миротворча вулиця
322. Тульська вулиця — Екологічна вулиця
323. Тульський провулок — Екологічний провулок
324. Тургенівська вулиця — вулиця Антона Дербілова
325. Тургенівський провулок — Зоологічний провулок
326. Тюменський провулок — Бориспільський провулок
327. Углицький провулок — провулок Дмитра Шаповала
328. вулиця Уляни Громової — Тясминська вулиця
329. Уральський провулок — Баштанний провулок
330. Уссурійська вулиця — вулиця Зеленого Клину
331. вулиця Ушакова — Сімейна вулиця
332. вулиця Федоренка — вулиця Сергія Барсукова
333. провулок Федоренка — Святошинський провулок
334. вулиця Фейєрбаха — Вознесенська вулиця (історична назва)
335. майдан Фейєрбаха — майдан Оборонний Вал
336. вулиця Фонвізіна — вулиця Миколи Кравченка
337. Хасанський провулок — Стокгольмський провулок
338. Холмогорська вулиця — вулиця Павла Чубинського
339. вулиця Цезаря Кюї — вулиця Дмитра Кочеткова
340. Цимлянський провулок — Марківський провулок
341. в'їзд Ціолковського — Прозаїчний в'їзд
342. провулок Ціолковського — провулок Петра Калнишевського
343. провулок Чаадаєва — Суничний провулок
344. 2-й в'їзд Чаадаєва — Аґрусовий в'їзд
345. в'їзд Чаадаєва — Смородиновий в'їзд
346. вулиця Чаадаєва — Малинова вулиця
347. вулиця Чебишева — Богданівська вулиця (історична назва)
348. провулок Чебишева — Богданівський провулок
349. Чебоксарський провулок — Ямпільський провулок
350. 1-й в'їзд Челюскінців — Теслярський в'їзд
351. 2-й в'їзд Челюскінців — Капітальний в'їзд
352. 3-й в'їзд Челюскінців — в'їзд Євгена Гребінки
353. 4-й в'їзд Челюскінців — Повітовий в'їзд
354. в'їзд Челюскінців — Спартанський в'їзд
355. Челябінська вулиця — Данська вулиця
356. Челябінський провулок — Данський провулок
357. вулиця Черняховського — Межигірська вулиця
358. провулок Черняховського — Гаврилівський провулок
359. Чуваська вулиця — Чутівська вулиця
360. Чукотська вулиця — Зимова вулиця
361. Чукотський провулок — Зимовий провулок
362. вулиця Ширяєва — Шляхетна вулиця
363. вулиця Щукіна — Базаліївська вулиця
364. Югорський провулок — Купецький провулок
365. вулиця Юмашева — вулиця Гаращенка
366. Якутська вулиця — Крижана вулиця
367. Якутський провулок — Сніговий провулок

### 26 липня 2024 року
1. Актюбінська вулиця — Ханченківська вулиця (історична назва)
2. провулок Бакуніна — Добропільський провулок
3. Берінговий провулок — провулок Григорія Сосідка
4. Братська вулиця — вулиця Олександра Гурова
5. Братський в'їзд — в'їзд Олександра Плітаса
6. 1-й Братський проїзд — проїзд Костя Реутова
7. 2-й Братський проїзд — проїзд Івана Липи
8. вулиця Гагаріна — Тренерська вулиця
9. провулок Гагаріна — Хозарський провулок
10. проспект Гагаріна — Аерокосмічний проспект
11. вулиця Героїв Праці — вулиця Нескорених
12. бульвар Грицевця — бульвар Дмитра Антоновича
13. вулиця Грицевця — вулиця 92 бригади
14. Дар'яльський провулок — Закарпатський провулок
15. вулиця Доватора — вулиця Валерія Романовського
16. провулок Доватора — Мигдалевий провулок
17. провулок Достоєвського — Мулярський провулок
18. вулиця Дружби Народів — вулиця Соборності України
19. Єрмаківська вулиця — вулиця Родини Ковалевських
20. вулиця Єсеніна — вулиця Олександра Олеся
21. провулок Кантемира — Привітний провулок
22. вулиця Костичева — вулиця Сергія Тимошенка
23. Красноградська вулиця — вулиця Миколи Зерова
24. Кромська вулиця — Цетинська вулиця
25. Кустанайський провулок — провулок Йосипа Тимченка
26. Кустанайський проїзд — Люм'єрівський проїзд
27. в'їзд Ладигіна — в'їзд Левка Боровиковського
28. провулок Ладигіна — провулок Леоніда Ушкалова
29. Лермонтовська вулиця — вулиця Майка Йогансена
30. вулиця Лисенка — вулиця Миколи Лисенка
31. вулиця Макаренка — Рекреаційна вулиця
32. вулиця Малишева — вулиця Олексія Суріна
33. провулок Малишева — провулок Олексія Суріна
34. вулиця Маршала Рибалка — вулиця Бригади Хартія
35. вулиця Нікітіна — вулиця Ігоря Малицького
36. Новодаргомижська вулиця — вулиця Олени Якуби
37. Свірська вулиця — вулиця Юрія Колларда
38. Сонячногірська вулиця — вулиця Архипа Люльки
39. вулиця Суздальські Ряди — вулиця Гостиний Двір
40. вулиця Тархова — вулиця Михайла Комарова
41. вулиця Толбухіна — вулиця Володимира Пасічника
42. вулиця Труфанова — Дігтярна вулиця (історична назва)
43. Чайковська вулиця — вулиця Михайля Семенка
44. вулиця Шолохова — вулиця Сергія Параджанова
45. провулок Шолохова — Муравський провулок
46. вулиця Шумілова — вулиця Івана Кривошлика
47. вулиця Яблочкіна — вулиця Алли Горської
48. провулок Яблочкіна — провулок Віри Холодної

### 5 лютого 2025 року
1. Серпова вулиця — вулиця Спецпідрозділу «Кракен»
2. Помірки — вилучено з мапи Харкова
3. Сокільники — вилучено з мапи Харкова

### 24 лютого 2025 року
Виключено з мапи Харкова:
1. вулиця Авіаторів
2. провулок Володимира Шестопалова
3. Лелюківський провулок (дублювання, поруч з Лелюківською вулицею)
4. вулиця Палладіна
5. Приміська вулиця
6. в'їзд Червона Алея
7. 5-й Чуйківський провулок
8. 6-й Чуйківський провулок

### 2 липня 2025 року
1. провулок від Сумської вулиці до буд. 7 у провулку Глісада Джуса — алея Мунфіша
2. вулиця від майдану Іподрому на північ і схід до вулиці Григорія Сковороди — вулиця Максима Устименка